# Kvarteret Vintertullen

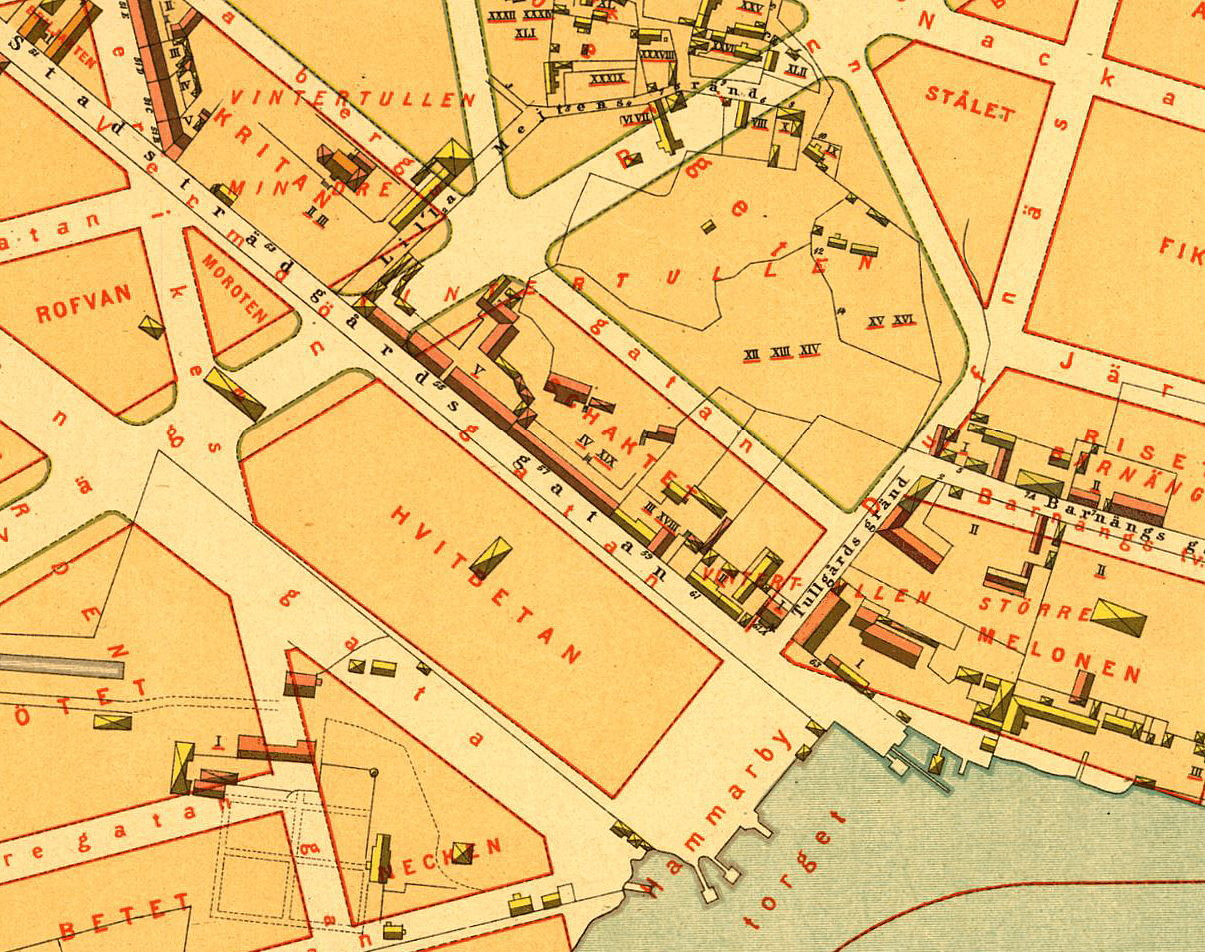
Kvarteret Vintertullen (Schaktet) med omgivning 1885.

Kvarteret Vintertullen ligger på östra Södermalm i Stockholm. Kvarteret består idag av två fastigheter: Vintertullen 20 och 21. Bebyggelsen består av ett 15-tal trä- och stenhus från 1700- och 1800-talen som sträcker sig längs med Malmgårdsvägen. Inom fastigheten finns en sammanhängande gårdsmiljö med byggnader, trädgårdar och odlingslotter som är ett av Stockholms värdefulla kulturreservat. Här bedrevs textilmanufaktur från 1700-talets mitt och in på 1800-talets andra hälft. Fastigheten är inhägnad och dess gårdar är inte tillgängliga för allmänheten. Kvarteret Vintertullen ägs och förvaltas av AB Stadsholmen och är blåmärkt av Stadsmuseet, vilket innebär "att bebyggelsen bedöms ha synnerligen höga kulturhistoriska värden".

## Kvarterets historik

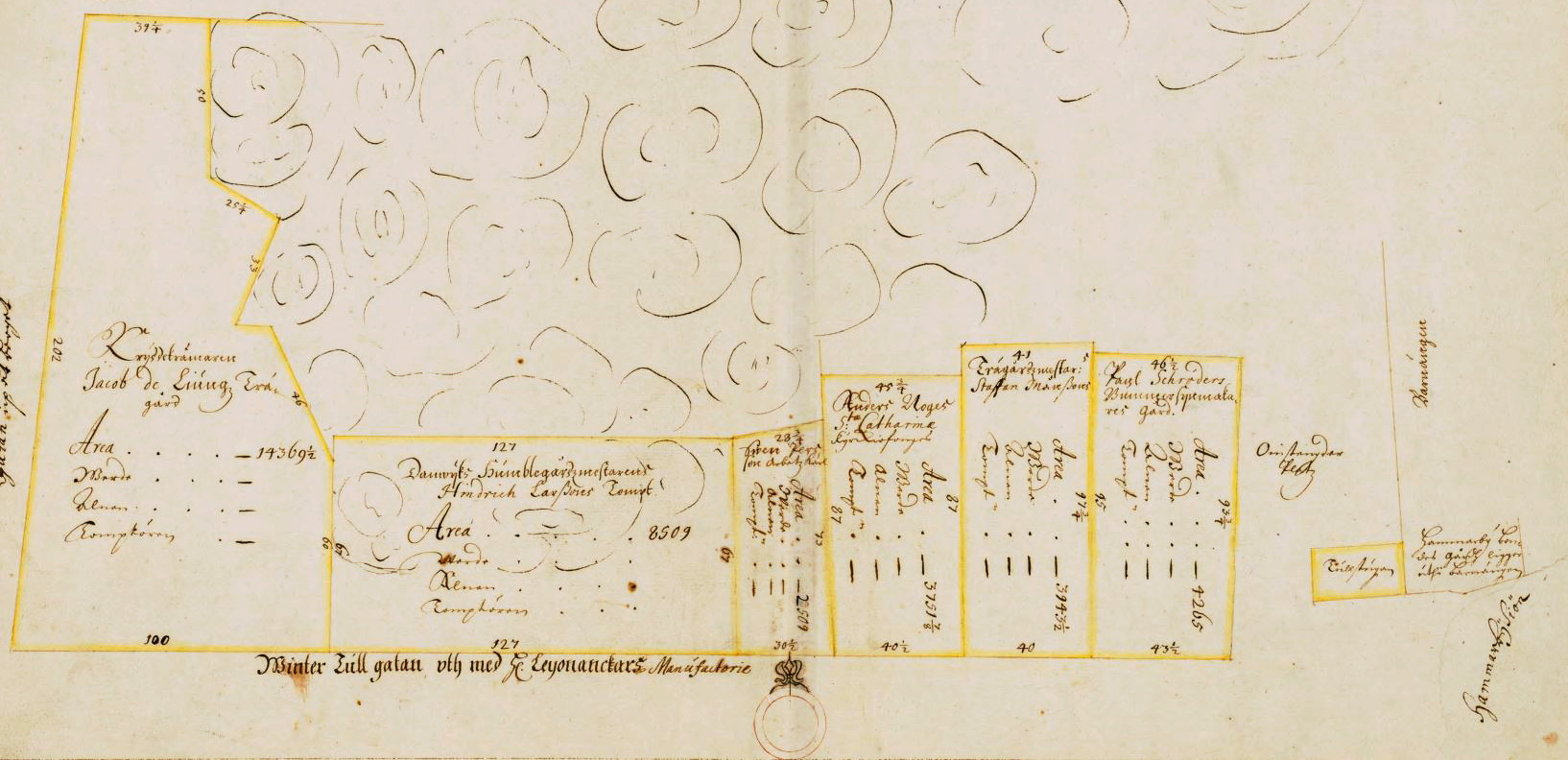
"Quarteret Winter Tullen den mindre", enligt Holms tomtbok 1674.

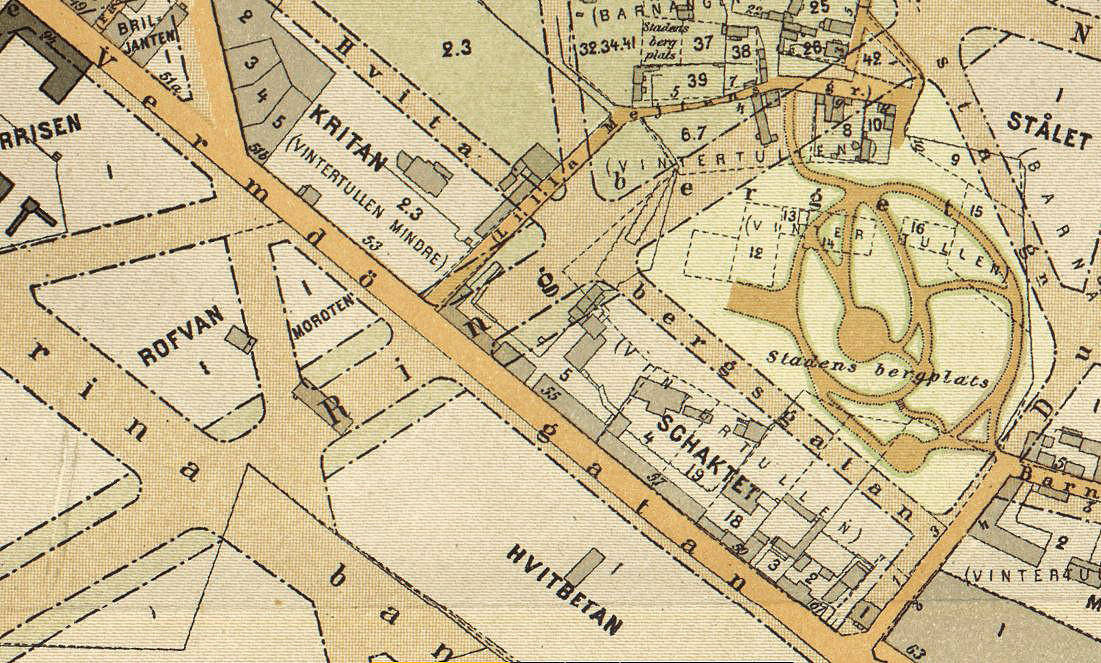
Kvarteret Kritan (Vintertullen mindre) med planerade gator och vägar, 1899.

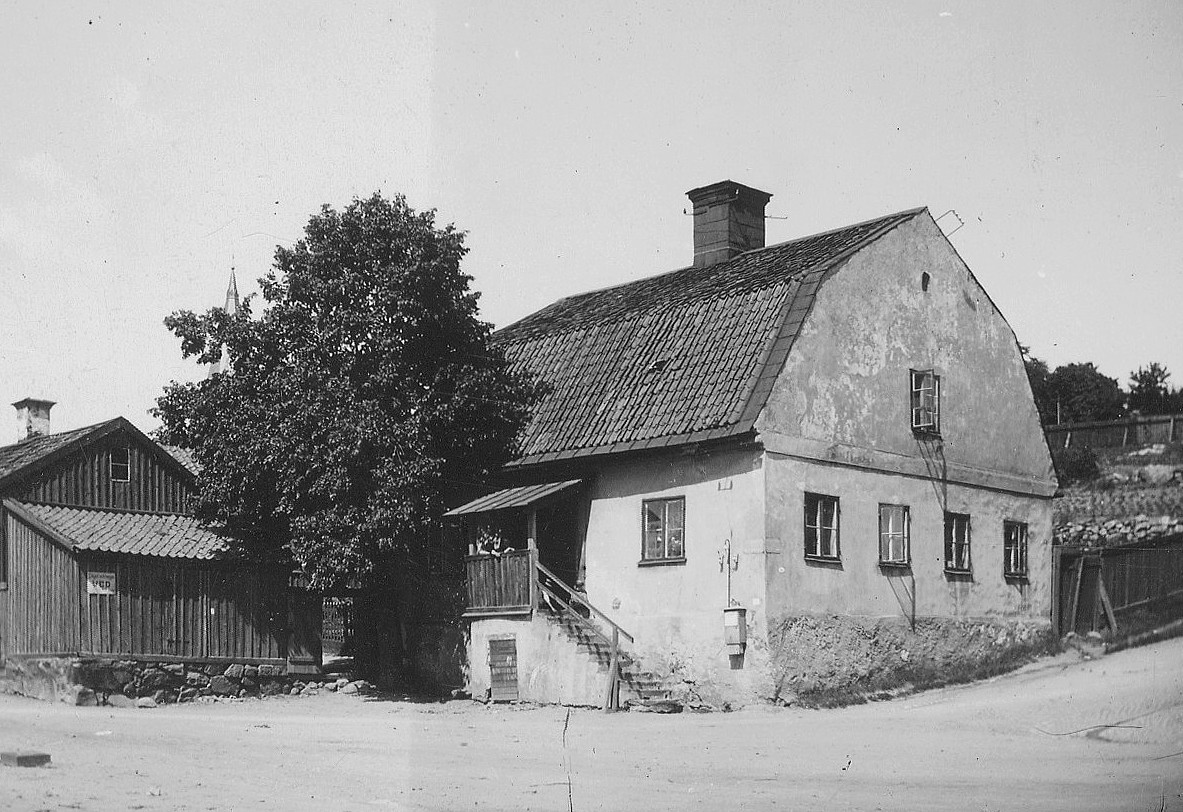
Hammarby tullgård omkring år 1900.

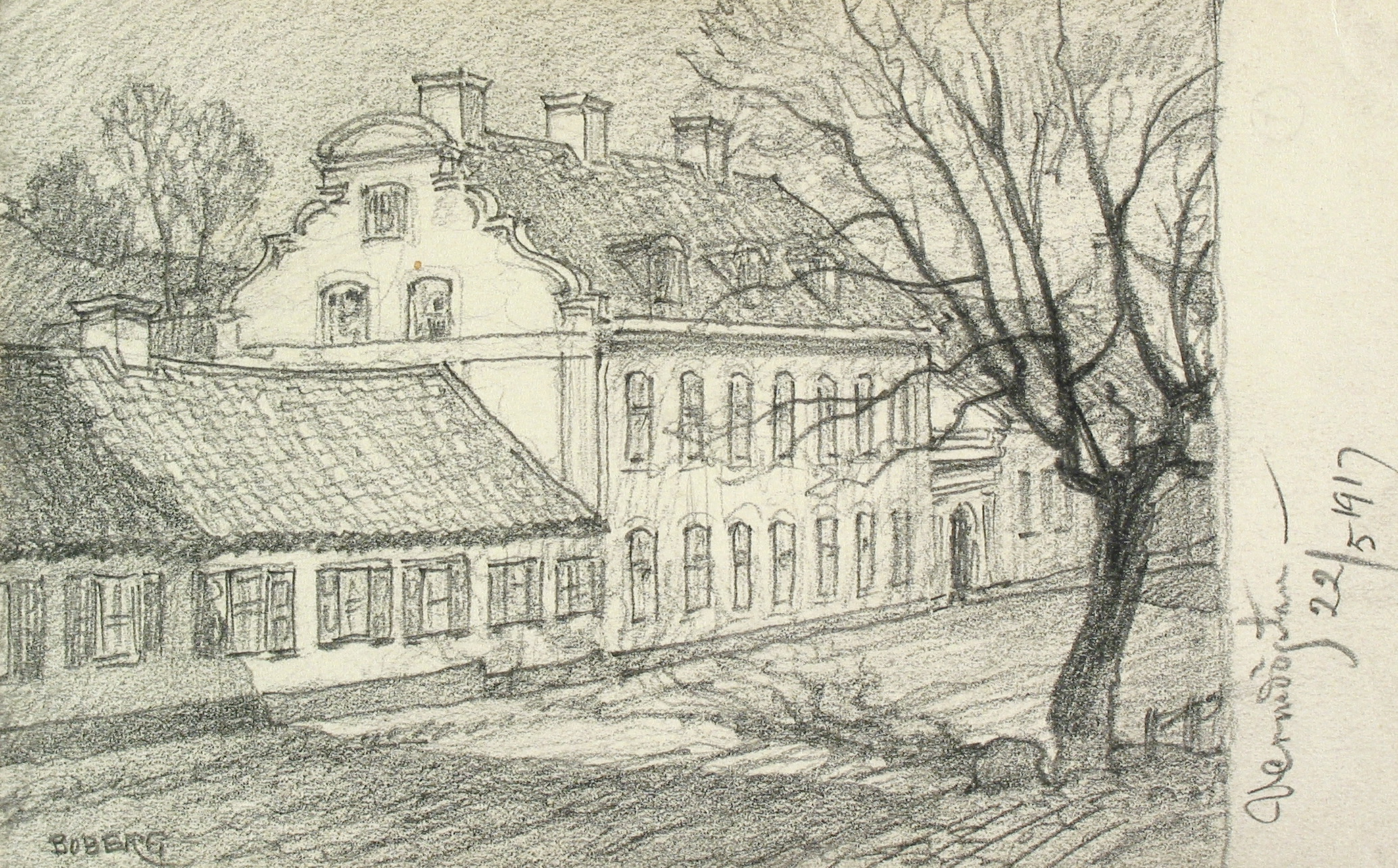
Ferdinand Bobergs skiss av "Huvudbyggnaden", den 22 maj 1917.

Kvarteret Vintertullen ligger i Vita bergens södra sluttning. Äldsta kända namn är Winter Tullen den mindre (Holms tomtbok 1674). Namnet härrör från Hammarby vintertull, en av Stockholms tullar där avgift togs ut på varor som fördes in till staden med släde vintertid över frusna sjöar i nuvarande Nacka och Värmdö kommuner. Innan Hammarbykanalen anlades på 1920-talet med samtida utfyllnader och sänkningen av Hammarby sjö gick vattnet nästan ända fram till nuvarande kvarteret Vintertullen. Här låg Hammarbytorget med kaj och hamn, idag kallas området Vintertullen.
Kvarteret hette tidigare även Schaktet och bestod av sex tomter som sträckte sig upp mot Vita bergen sydvästra sluttning. Norr om kvarteret, ungefär i Lilla Mejtens gränds sträckning skulle enligt Lindhagenplanen från 1866 Ringvägen dras ovan jord i dalgången mellan Vita bergens båda kullar fram till Danvikstull för att sluta vid Stadsgården. I en senare stadsplan fanns ett tunnelreservat för Ringvägen i nordöstra hörnet.
Runt Vita bergens västra sida planerades även Vitabergsgatan som skulle ha gått rakt över några av Vintertullens tomter. Varken Ringvägens förlängning österut eller Vitabergsgatan förverkligades men var inritade i gällande stadsplaner ända fram till 1974. Då ströks gatu- och tunnelreservaten och området k-märktes som kulturreservat tillsammans med bland annat Faggens krog, Groens malmgård, fastigheten Bondesonen större 21 vid Nytorget, fastigheten Mineralet 1 vid Skånegatan och trakten kring Bergsprängargränd.
Söder om kvarteret sträcker sig Malmgårdsvägen (tidigare namn: Värmdögatan och Stadsträdgårdsgatan) och i sydöst begränsas kvarteret av Ljusterögatan (tidigare namn: Tullgårdsgränd). Här, i hörnet Malmgårdsvägen/Ljusterögatan, låg gamla Hammarby tullhus som revs 1907. Kvarteret Vintertullen förvärvades av Stockholms stad 1881. Liksom Vintertullen mindre (Groens malmgård) var även Vintertullen 20 och 21 hotade av rivning, vilket förhindrades av bland andra Skönhetsrådet och Anna Lindhagen. Deras mål var att skapa ett kulturreservat av kvarterets intressanta industri- och socialhistoriska 1700-talsbebyggelse. 
Det skulle dröja till den 7 december 1956 innan stadsfullmäktige beslöt att godkänna "förslaget om ordnande av kulturreservat inom Vita bergen". Efter ytterligare knappt 20 år fastställdes reservatsområdena även i gällande stadsplan som vann laga kraft den 19 december 1974.
För Vintertullens speciella miljö intresserade sig även arkitekten Ferdinand Boberg. Området besöktes av honom 1916 och 1927 inom ramen för projektet Svenska bilder. Han fann bebyggelsen inspirerande och med tanke på eventuell framtida rivning gjorde han flera blyertsteckningar visande husen längs med Malmgårdsvägen, bland annat av nuvarande Malmgårdsvägen 55C ("Huvudbyggnaden") och gårdshusen Malmgårdsvägen 55D och 55E.

## Upprustningar och grundförstärkning
En enklare modernisering av kvarterets bostadshus utfördes på 1930-talet då vatten och avlopp drogs in till nya kök och WC. Åren 1967–1968 gjordes en mer grundlig renovering och modernisering av byggnadsbeståndet efter ritningar av arkitekt Rolf Engströmer och byggnadsingenjör Henrik Brolin. Deras ambition var att skapa moderna lägenheter i lämpliga storlekar och med god standard enligt gällande byggregler dock med vissa avsteg (förenklingar) från normsamlingen God bostad. Ombyggnaden skulle utföras "varsamt", vilket bland annat betyder att husens byggnadstekniska, historiska, kulturhistoriska, miljömässiga och konstnärliga värden skulle tas till vara. Vintertullens bebyggelse präglas idag till stor del av denna ombyggnad från slutet av 1960-talet. Trots en del förändringar representerar kvarteret en välbehållen industrimiljö från 1700- och 1800-talen.
Byggnaderna besiktigades år 2004 på grund av problem med sättningar i undergrunden. Värst drabbade var de nordöstra delarna av Vintertullen 20. Åren 2007 och 2008 utfördes därför en omfattande grundförstärkning av längan Malmgårdsvägen 55F–55H och 57A–57E. Det innebar även att lägenheterna i husens bottenvåningar berördes eftersom golven grävdes upp till cirka två meter under golvnivån. I samband med schaktarbetena upptäcktes flera igenfyllda brunnar. Efter grundförstärkningen återställdes golven och planlösningarna. Köksinredningen från 1960-talet ersattes med ny. Övervåningarna var inte avsedda att beröras av grundförstärkningen och förseglades.

## Kvarterets bebyggelse

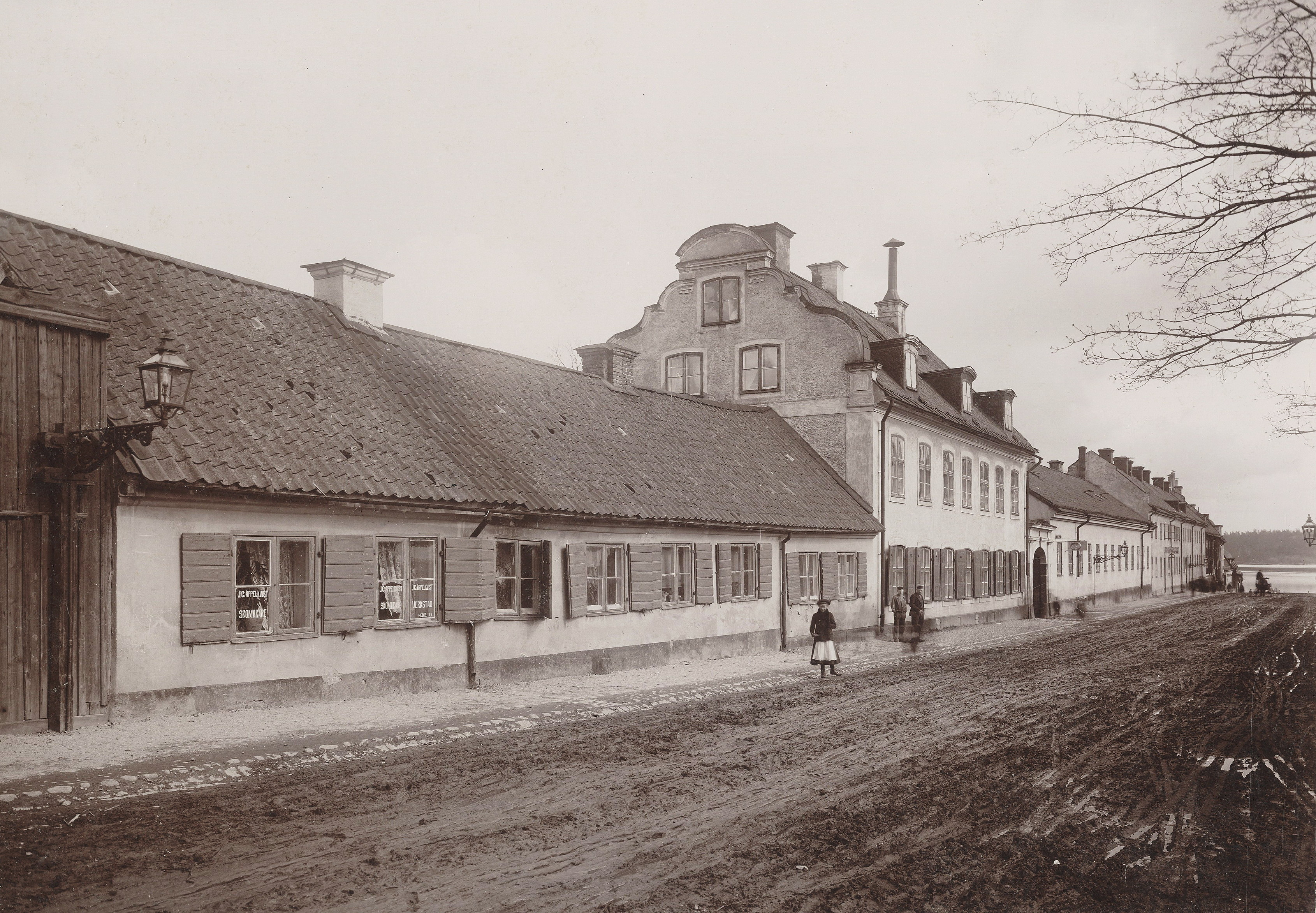
Nuvarande Malmgårdsvägen 55B (närmast) och 55C år 1906.

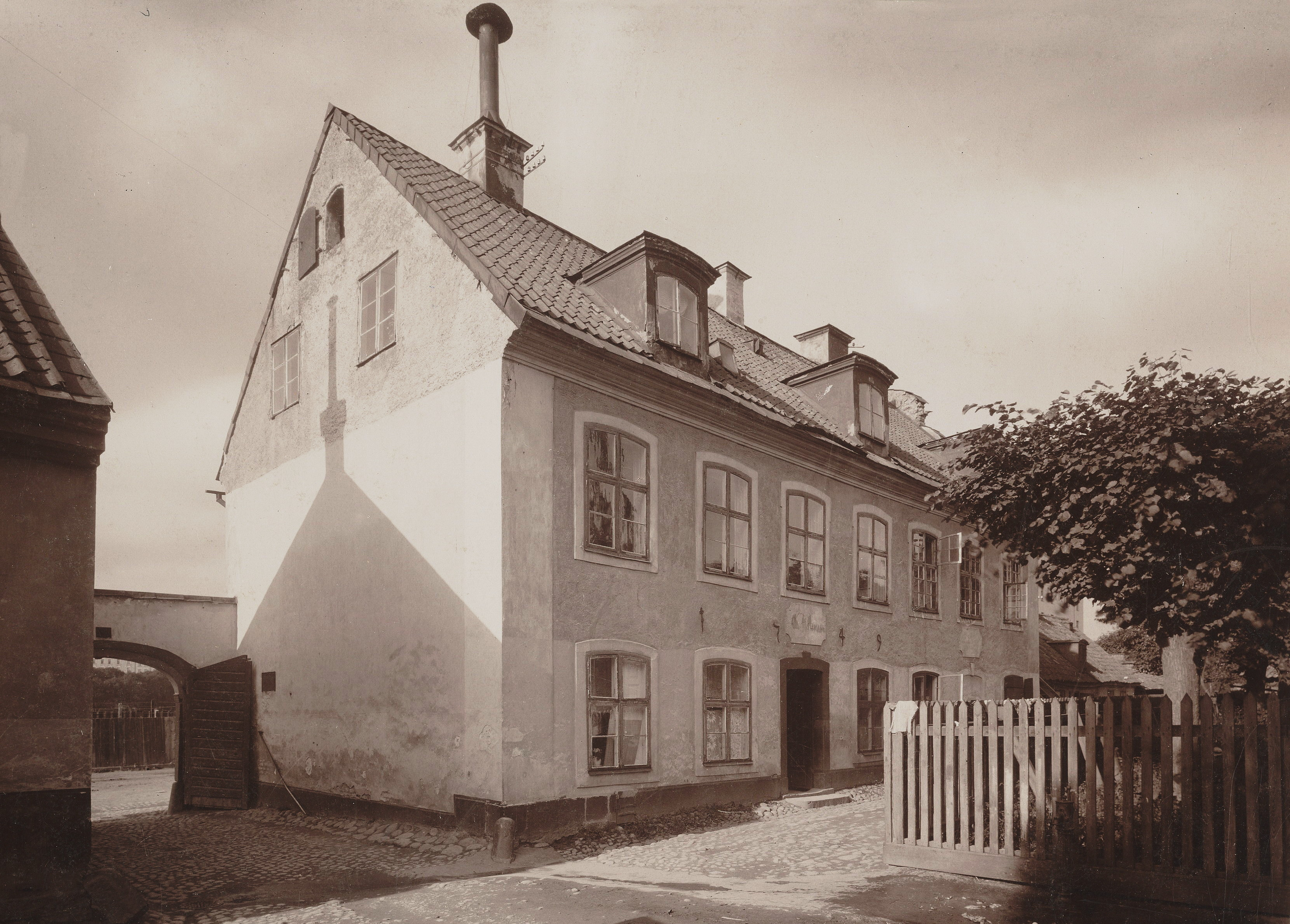
"Huvudbyggnaden" (fasad mot gården), nuvarande Malmgårdsvägen 55C år 1906.

### Vintertullen 21
Fastigheten Vintertullen 21 ligger i hörnet Lilla Mejtens gränd / Malmgårdsvägen och ägdes på 1670-talet av kryddkrämaren Jacob de Liüng (Holms tomtbok 1674).
Malmgårdsvägen 55B
Närmast gathörnet ligger en låg envåningslänga (Malmgårdsvägen 55B) med lågt placerade fönster. Delar av byggnaden härrör troligen från 1750-talets början. Längan bestod då av flera trähus med ett fähus av sten i mitten. År 1783 omnämns nya delar av sten, bland annat ett krogrum med dörr till gatan och ett vagnshus.
Malmgårdsvägen 55C
Mest iögonfallande är nästa hus, kallat huvudbyggnad, (Malmgårdsvägen 55C), som är sammanbyggt med längan. Det rör sig om ett stenhus i två våningar med barockgavel. Årtalet 1749 på fasaden mot gården anger byggtiden, byggherre var bryggaren Adam Brandt. Enligt Stadsmuseet är det ett av Södermalms bäst bevarade borgarhus. År 1784 började gårdens epok som textilfabrik med två vävstolar och 13 anställda.
Malmgårdsvägen 55F och H
Efter huvudbyggnaden följer det så kallade fabrikshuset för textilfabrikation (Malmgårdsvägen 55F och H). Fabrikshuset uppfördes på 1840-talet och är av sten. På platsen stod tidigare en timmerbyggnad. Fabriken bestod av två stora rum och en förstuga. Samtidigt med textilverksamheten uthyrdes stora delar som fattighärbärge till Stockholms stad. 
Malmgårdsvägen 55D och E
Gårdshuset (Malmgårdsvägen 55D och E) består av flera volymer, byggda i vinkel, bestående av sten och trä och med en portik i vinkeln. Byggåret är okänt. Enligt brandförsäkringen från 1752 beskrivs bebyggelsen som hästkvarn, badstuga, kammare och bodar. 1814 uppfördes en fabriksdel och 1859–1864 höjdes den södra delen med en våning innehållande två stora verkstäder, två kallrum och ett pressrum. Större delen av den norra flygeln revs 1967. På gården finns även ett grönmålat lusthus från 1782. Det är 1931 hitflyttat från den närbelägna Färgargården.
Bostadsbristen var enorm i Stockholm under 1800-talets slut och bostäder behövdes. 1879 upphörde textilmanufaktur och samtliga fabriksbyggnader omändrades till bostäder.  I fabrikshuset inreddes exempelvis 14 bostadsrum och fem kök samt en salubod. I gårdshuset fanns 20 bostadsrum, sju kök, en smedja och en tvättstuga. År 1880 bodde totalt 305 personer inom fastigheten, det gick sex personer på varje rum, 18 på varje kök och 37 personer delade sig ett enda avträde. Enligt Elsa Borg, som bedrev sitt räddningshem för ”fallna kvinnor” i granngården Groens malmgård, var Vintertullen ”ett af hufudstadens värsta nästen, och barnen derifrån utgjorde söndagsskolelärarens största förskräckelse”. Efter förvärvet genom Stockholms stad 1881 hade hon sjukhem i huvudbyggnaden och höll andakt i husets paradvåning.

Nutida bilder (mot gatan)
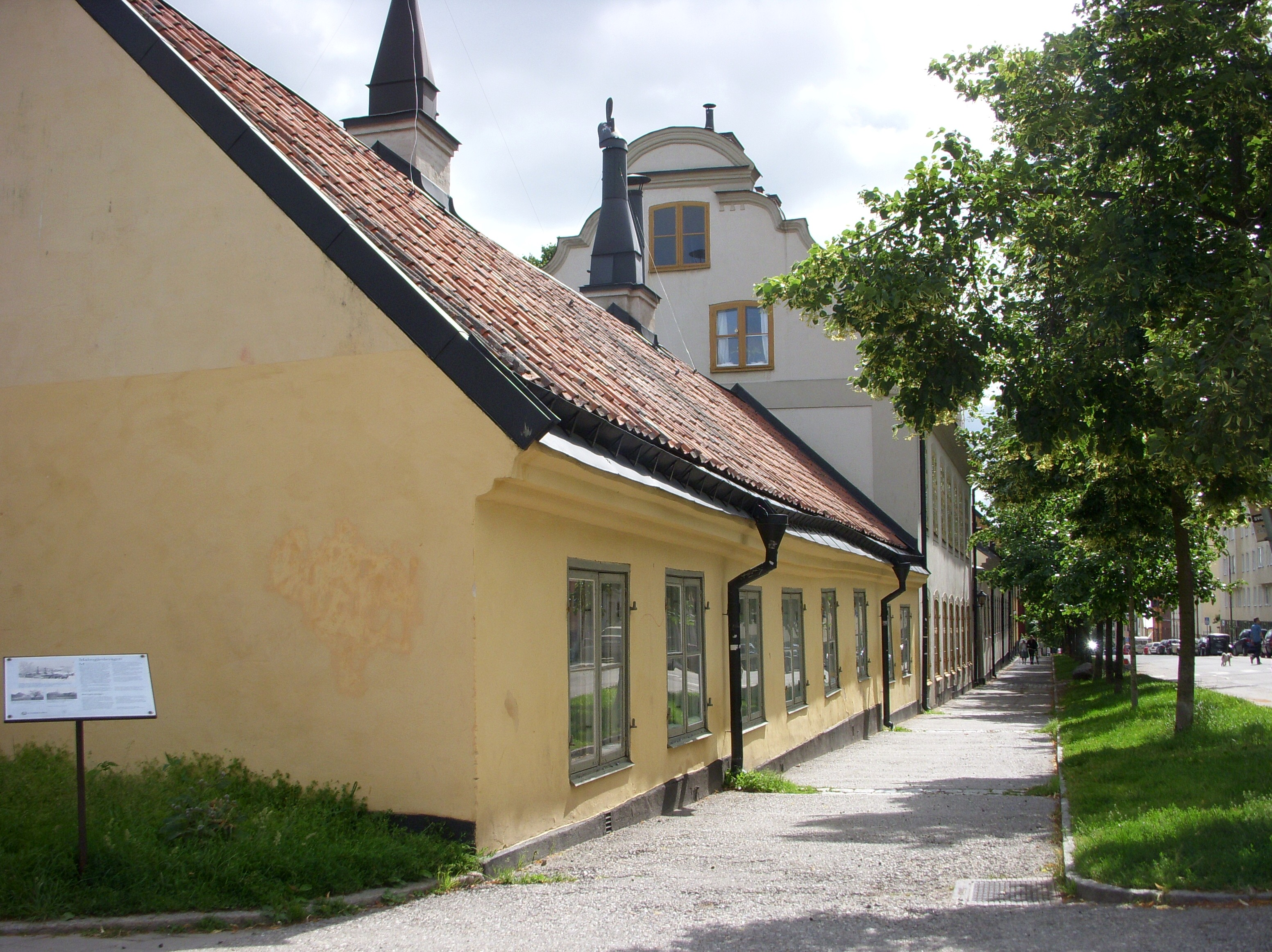
Malmgårdsvägen 55B och 55C
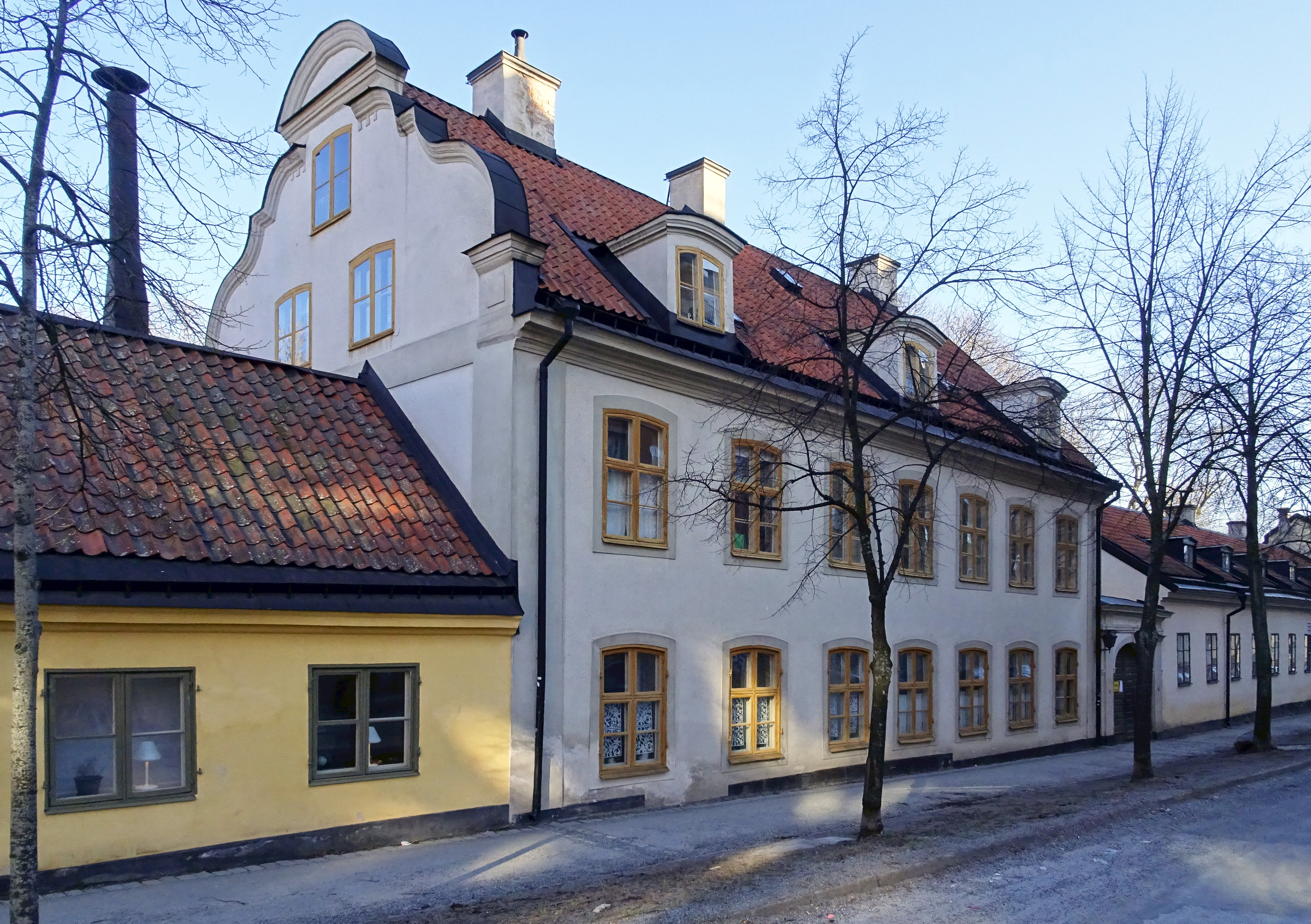
Malmgårdsvägen 55C ("Huvudbyggnaden")
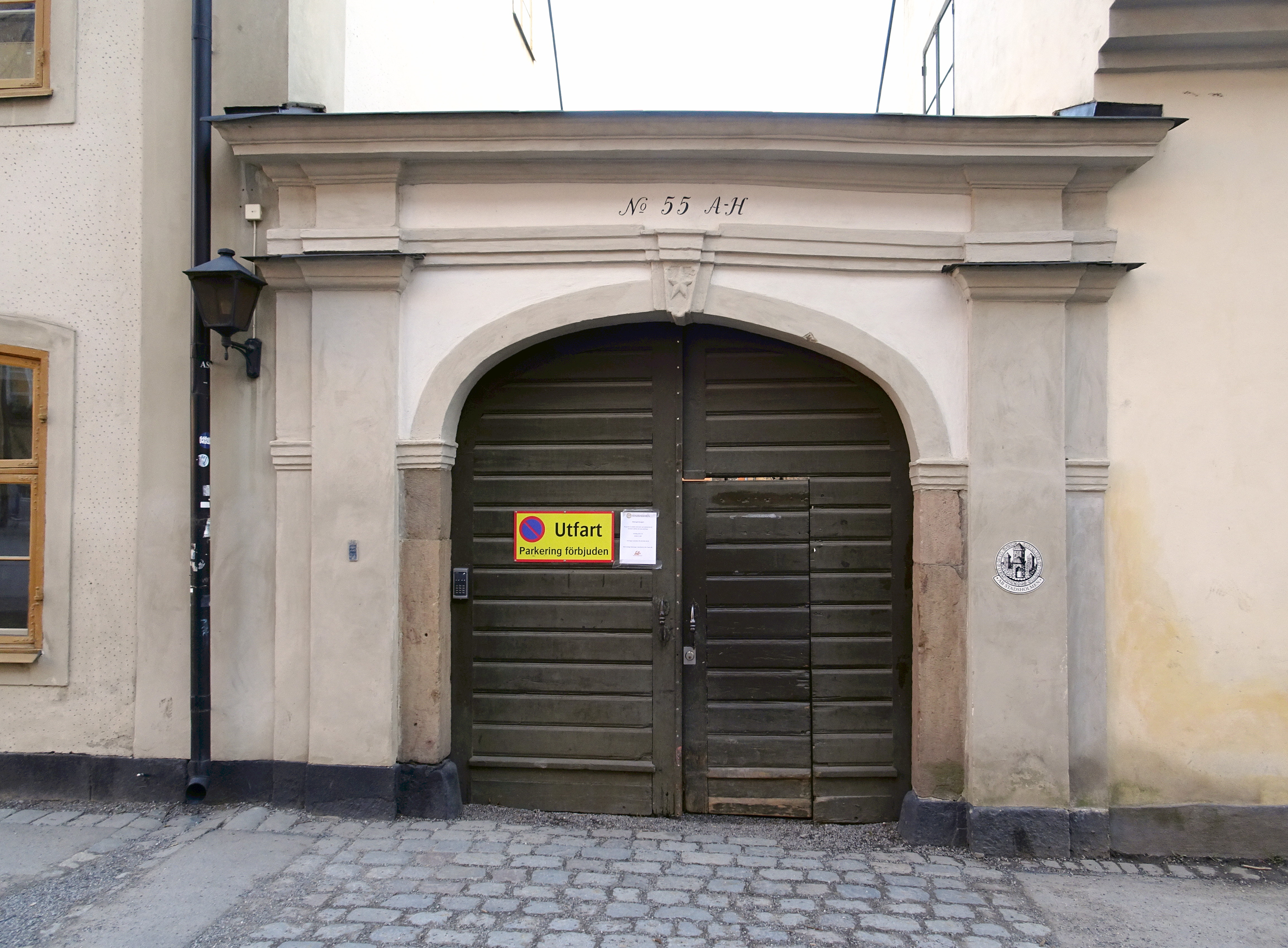
Malmgårdsvägen 55A–H, portal
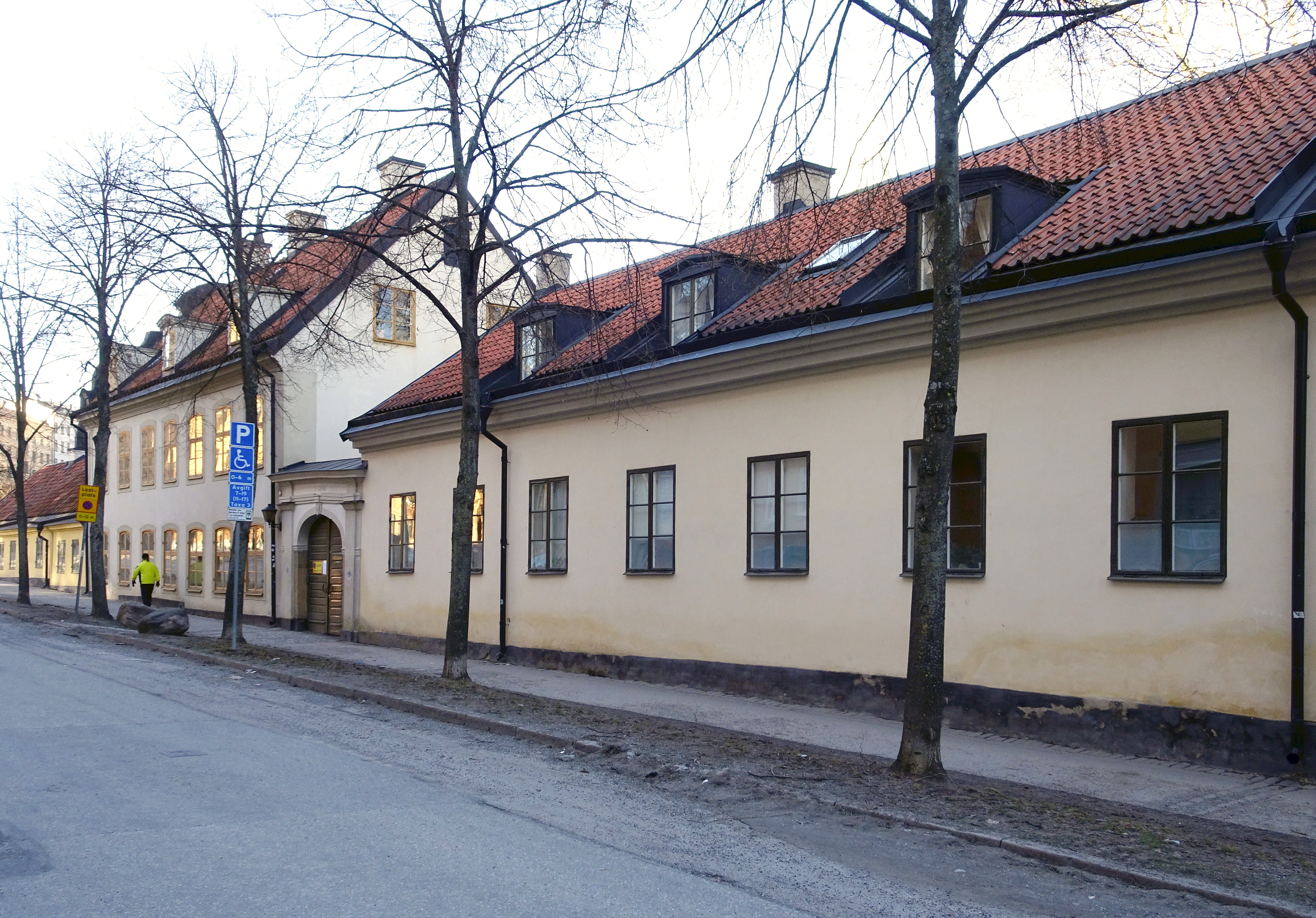
Malmgårdsvägen 55H–F och 55C
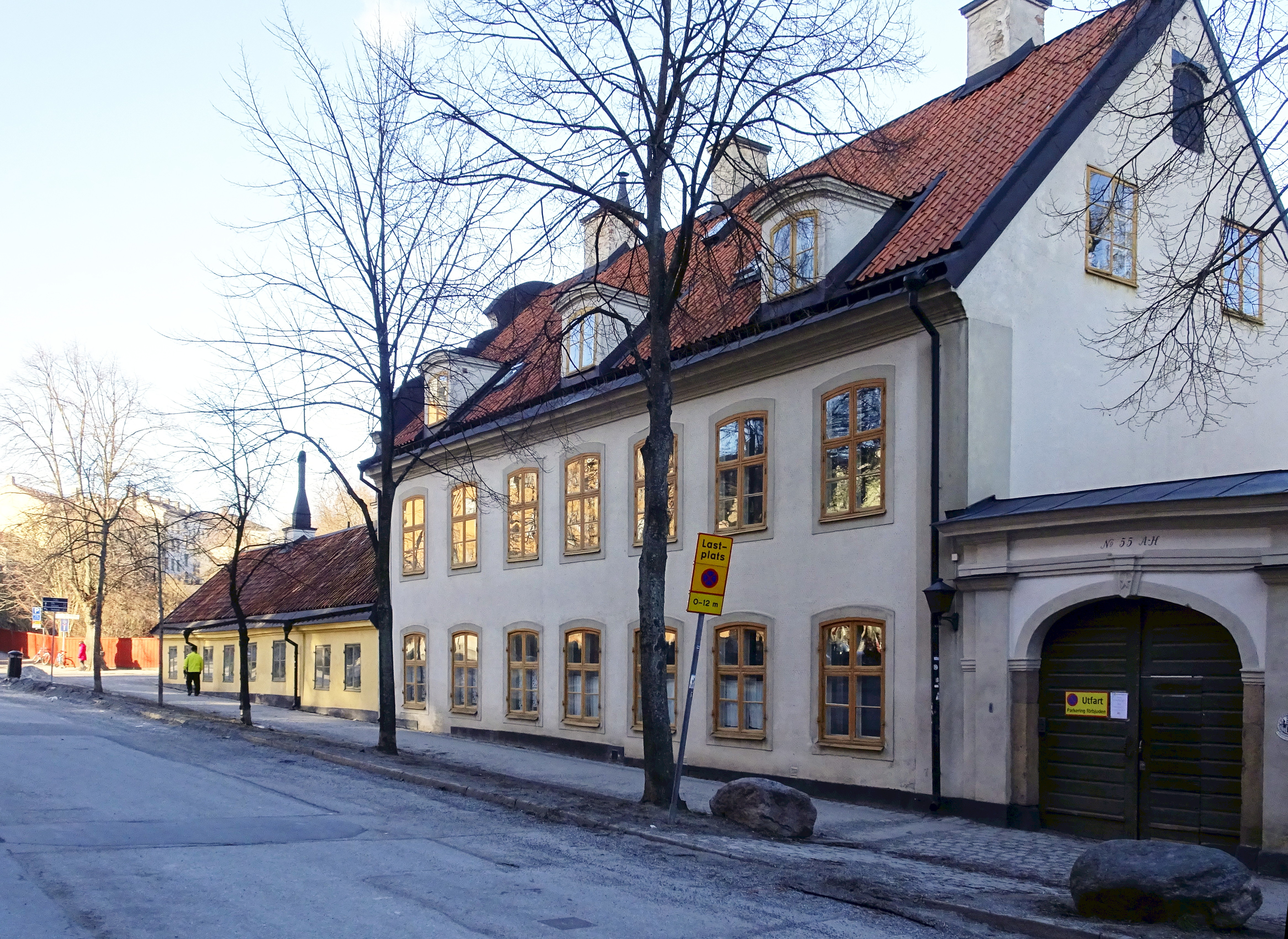
Malmgårdsvägen 55C och 55B

Nutida bilder (mot gården)
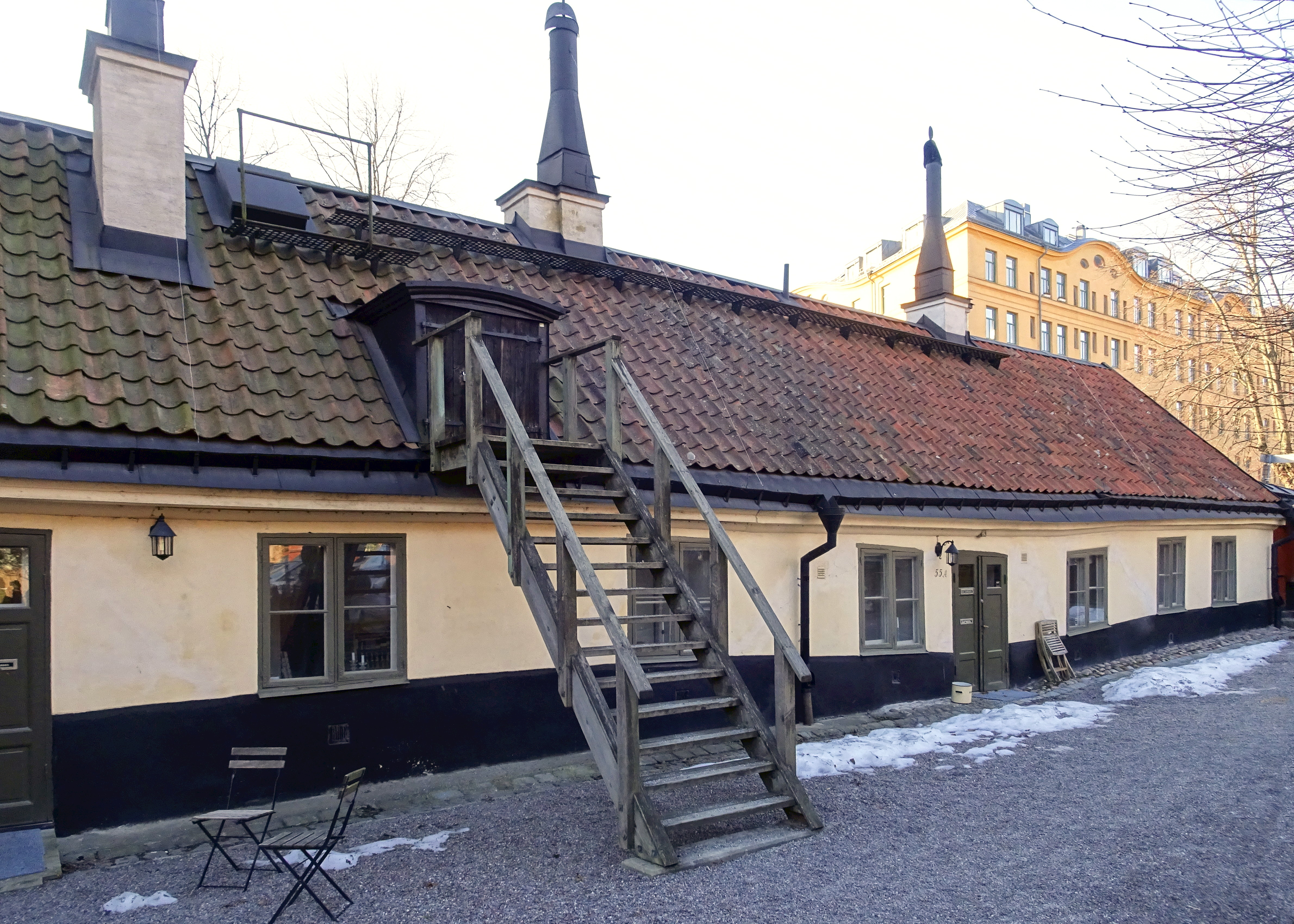
Malmgårdsvägen 55B
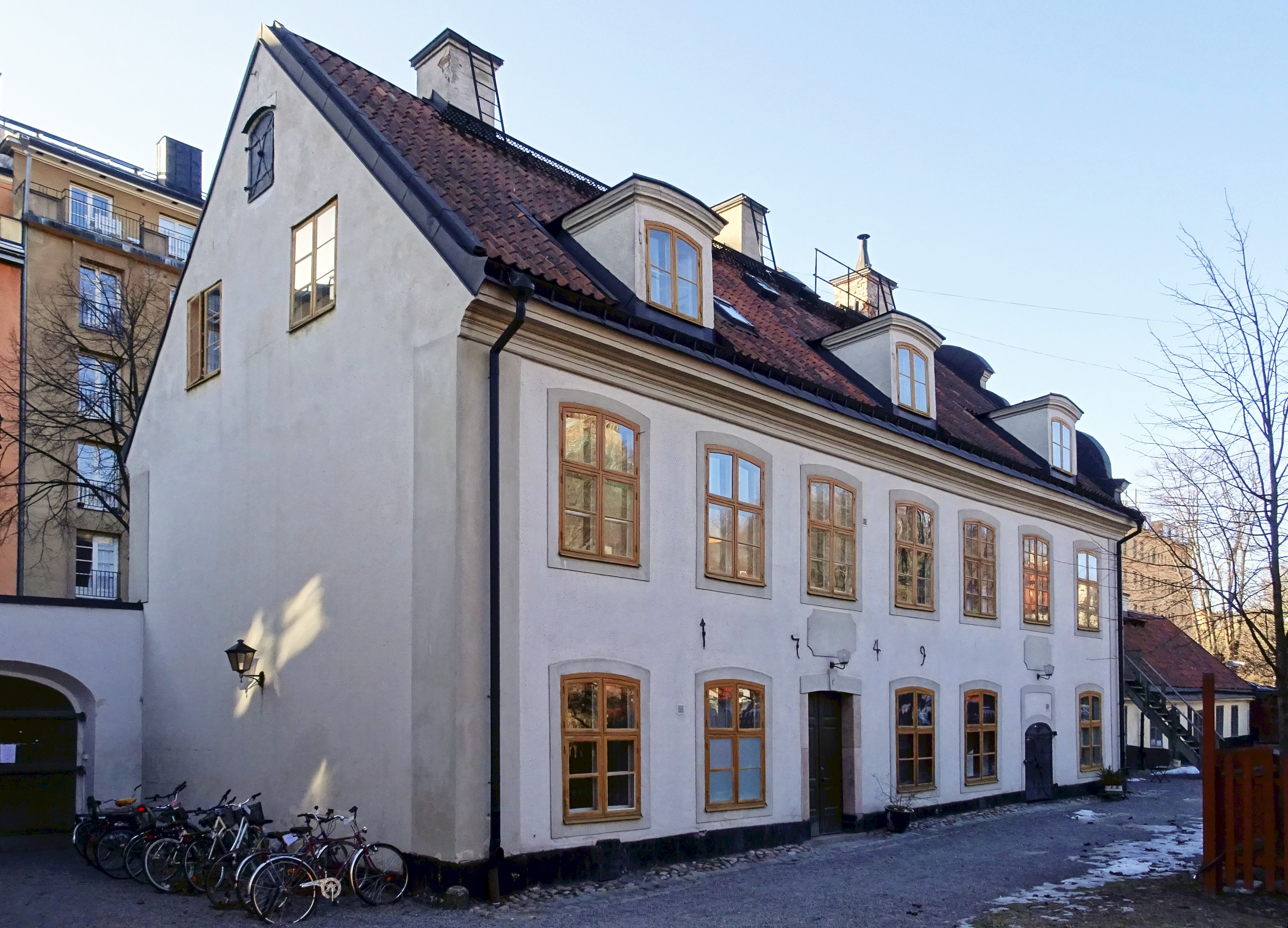
Malmgårdsvägen 55C ("Huvudbyggnaden")
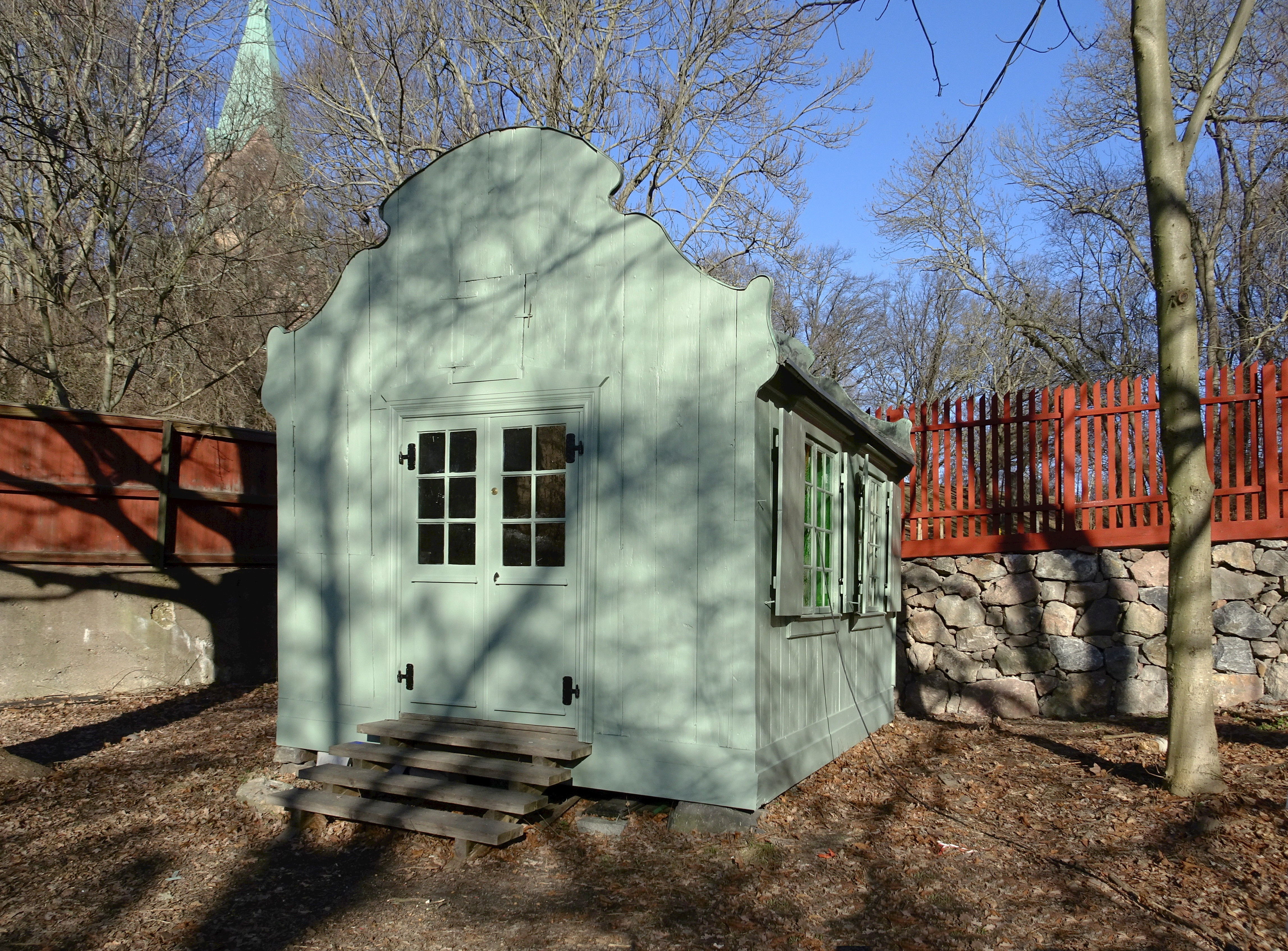
Lusthuset
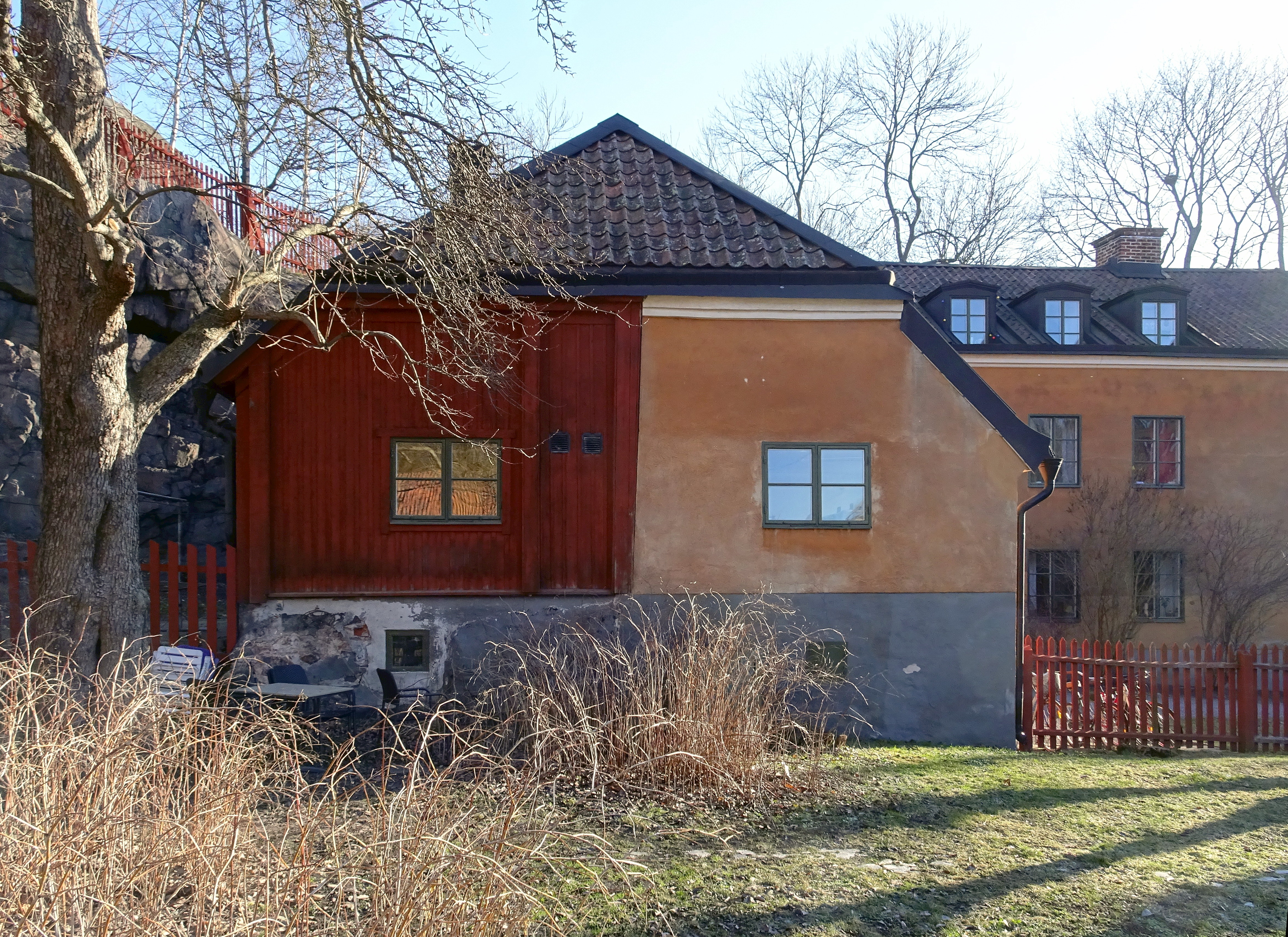
Malmgårdsvägen 55D (gaveln) och 55E
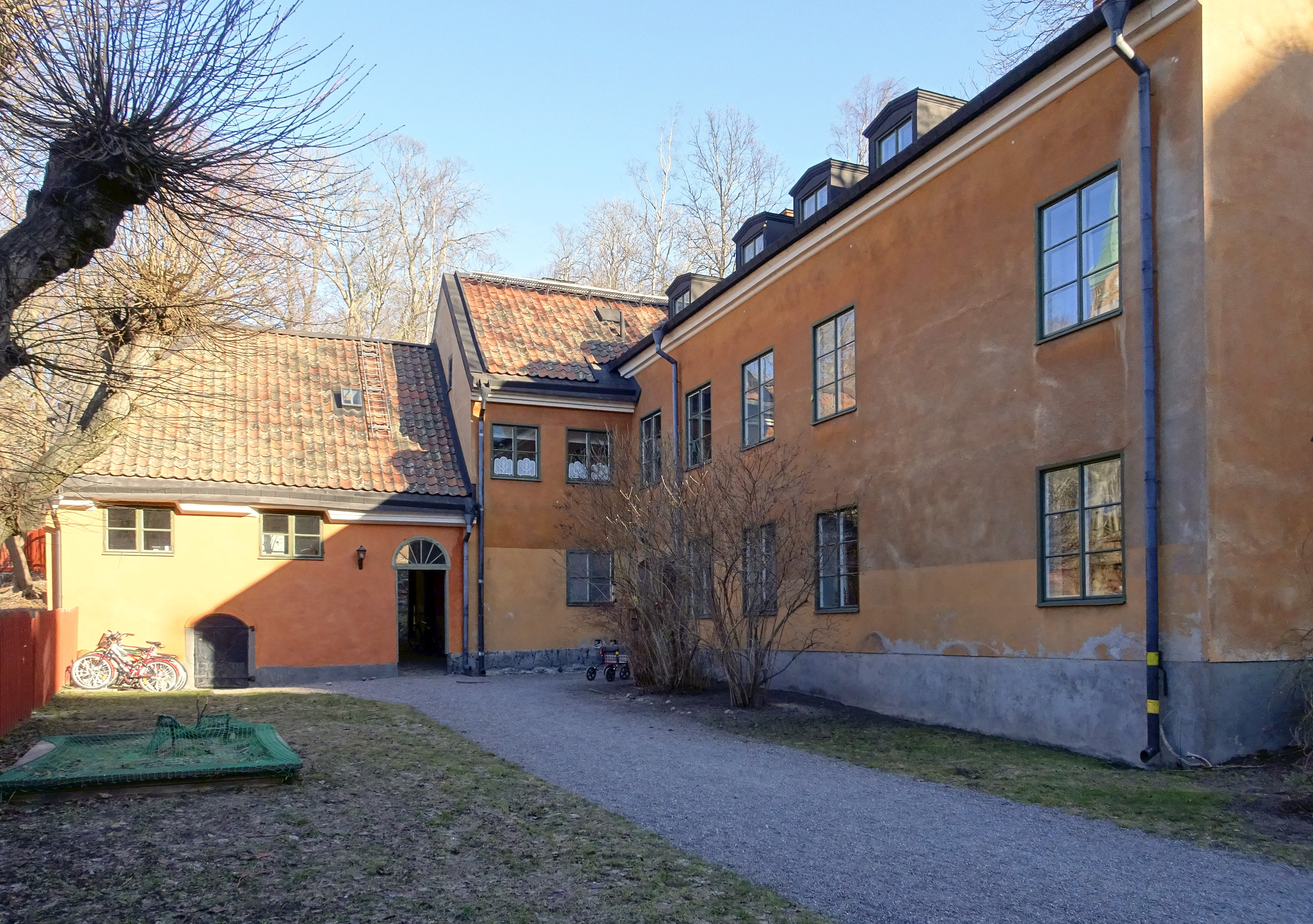
Malmgårdsvägen 55D och 55E (till höger)

### Vintertullen 20

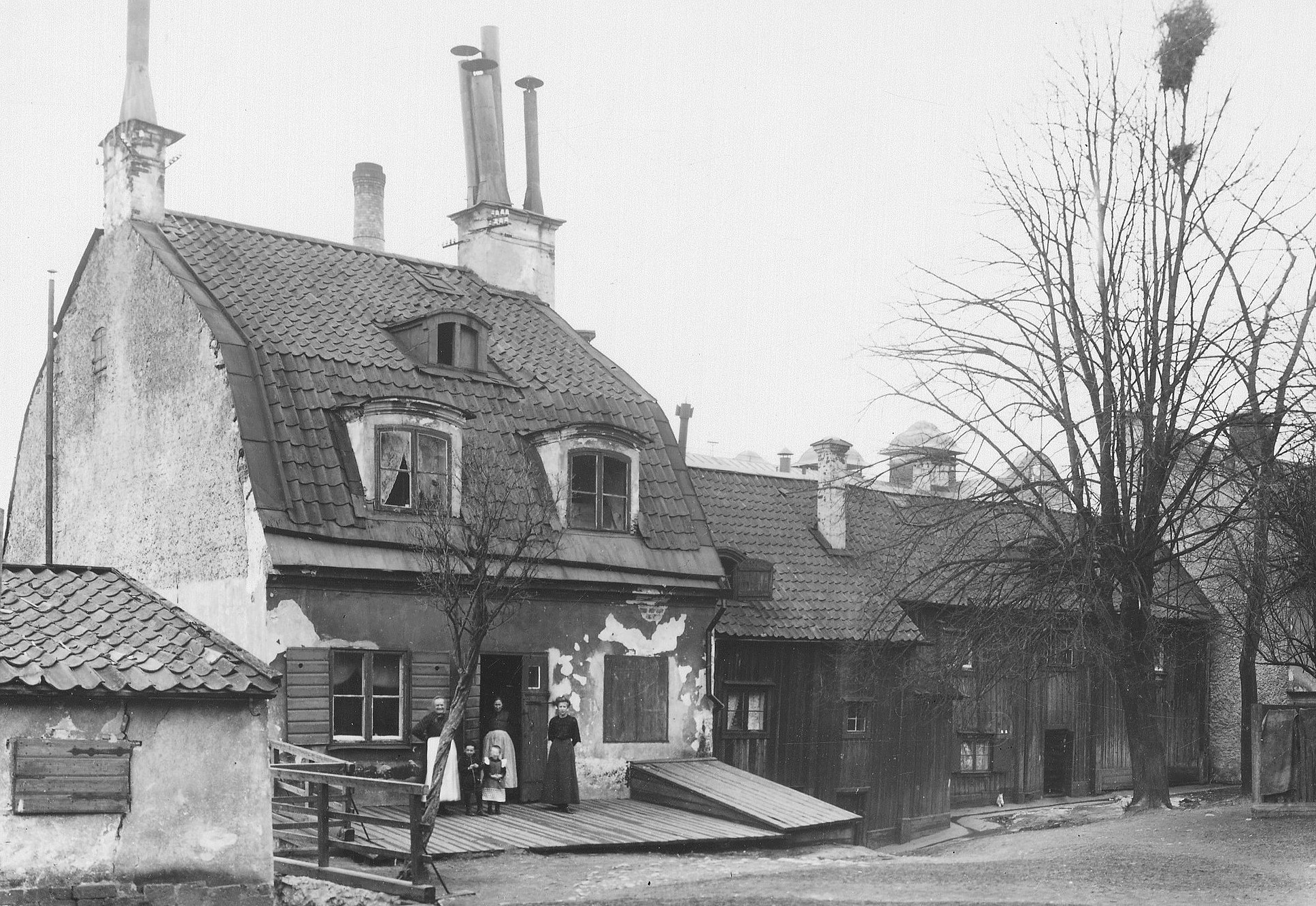
Nuvarande Malmgårdsvägen 59A och 55B, gårdssidan, 1907.

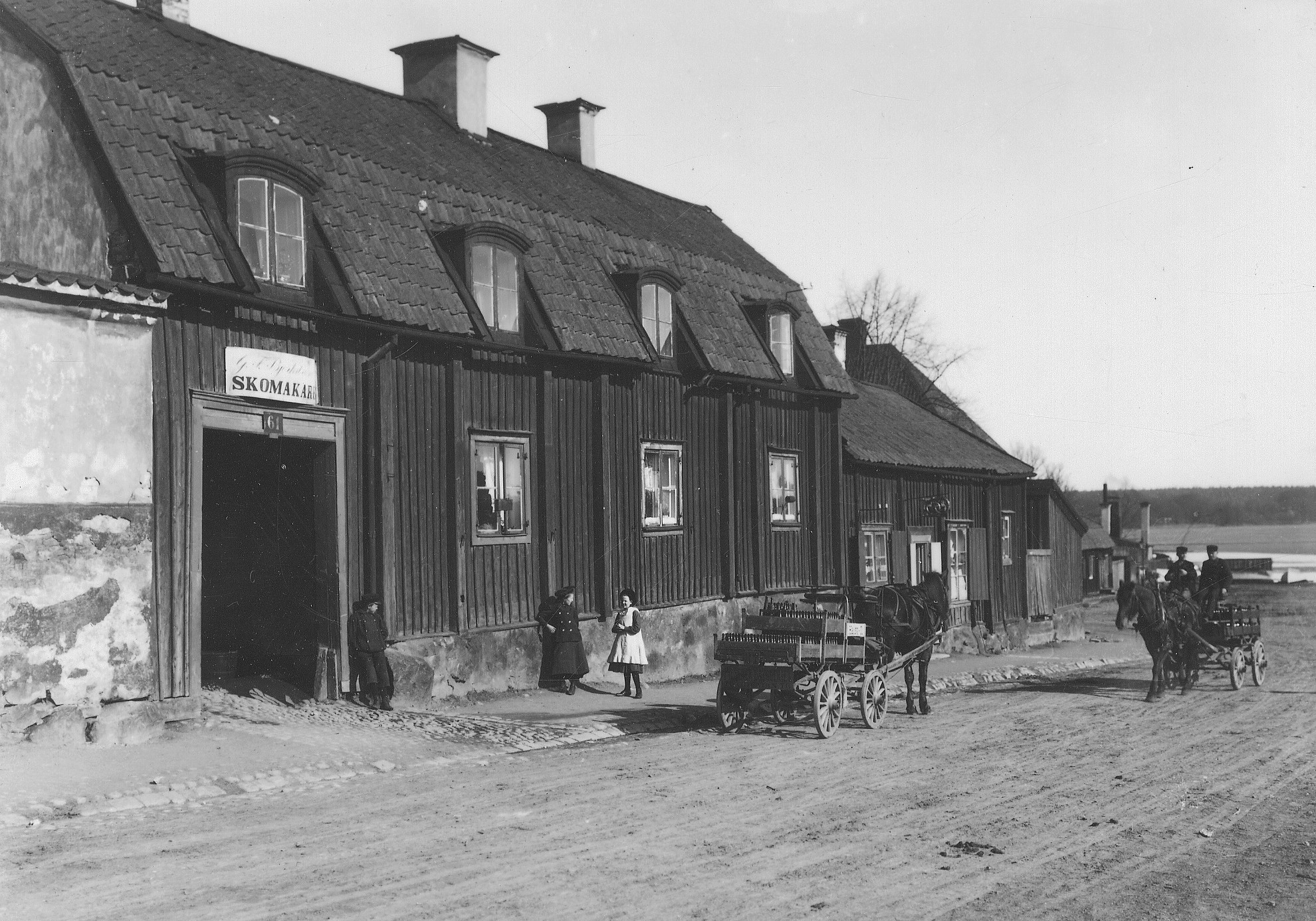
Nuvarande Malmgårdsvägen 61, år 1906. I bakgrunden skymtar Hammarby torget och Hammarby sjö.

Fastigheten ligger längs med Malmgårdsvägen 57–61 och slutar i söder vid Ljusterögatan. Tomtägare var på 1670-talet bland andra Danviks humlegårdsmästare Hindrich Larsson och trädgårdsmästare Staffan Månsson. Längst i söder låg en ”ointagen plats” och vintertullens tullhus (Holms tomtbok 1674).
Malmgårdsvägen  57A–E
Den långa stenbyggnaden i två våningar (nummer 57A–55E) uppfördes i tre etapper under 1700-talet. Husets mittersta del är äldst och brandförsäkrades 1748. Då var ägaren överskärare Johan Springer. Överskärare var ett yrke inom textilnäringen med eget skrå. Huset byggdes till mot norr och söder på 1770-talet respektive 1780-talet. För ritningarna stod den tyskfödde mur- och gipsmästaren Johan Christian Neumann (eller Nauman) respektive murmästaren och arkitekten Lorentz Kolmodin. Anläggningen nyttjades som textilfabrik och bostäder. På gården fanns ytterligare ett fabrikshus som dock revs på 1930-talet. Efter 1800-talets mitt försämrades textilfabrikens lönsamhet och en del av fabriken byggdes om till bostäder för fattiga arbetare. 1928 inköptes fastigheten av Stockholms stad för att bli en del av ett planerat kulturreservat.
Malmgårdsvägen 59C och B
Husen Malmgårdsvägen 59C och B utgörs av två sammanbyggda rödmålade trähus i två våningar. Stommen var i så dåligt skick att den fick rivas och rekonstrueras i samband med den stora upprustningen av kvarteret på 1960-talet. Rekonstruktionen gjordes efter äldre fotografier och husen har idag stora likheter med sina föregångare. Båda byggnader är uppförda på de ursprungliga naturstensgrunderna.
Malmgårdsvägen 59A och D
Nummer 59A är ett stenhus i souterrängläge med två våningar mot gatan och en våning mot gården. Entrén är från gården. Byggnaden uppfördes som bostadshus någon gång under 1700-talets andra hälft. På 1810-talet brann huset delvis ner. I huset fanns en butikslokal som numera är en del av lägenheten i bottenvåningen. Av äldre inredning finns trägolv och en kakelugn från 1800-talets senare del.
Malmgårdsvägen 59D är ett fristående, rödmålat trähus i en våning under ett brant sadeltak och placerat på bakgården. Utförande och några invändiga detaljer tyder på 1700-tal som byggtid.
Malmgårdsvägen 61A–D
Bebyggelsen utgör kvarterets södra hörn och består av fyra rödmålade trähus som är parvis sammanbyggda. Nummer 61D och C står med långsidan vid Malmgårdsvägen medan nummer 61A och B står med långsidan mot Ljusterögatan. Samtliga entréer är tillgängliga från gården. Den småskaliga och idag pittoreska bebyggelsen tillkom troligen under 1700-talets första del och brandförsäkrades 1753 av en inspektor Lars Blomberg. Ovanför husen utbreder sig en trädgård med terrasserade odlingslotter.

Nutida bilder (mot gatan)
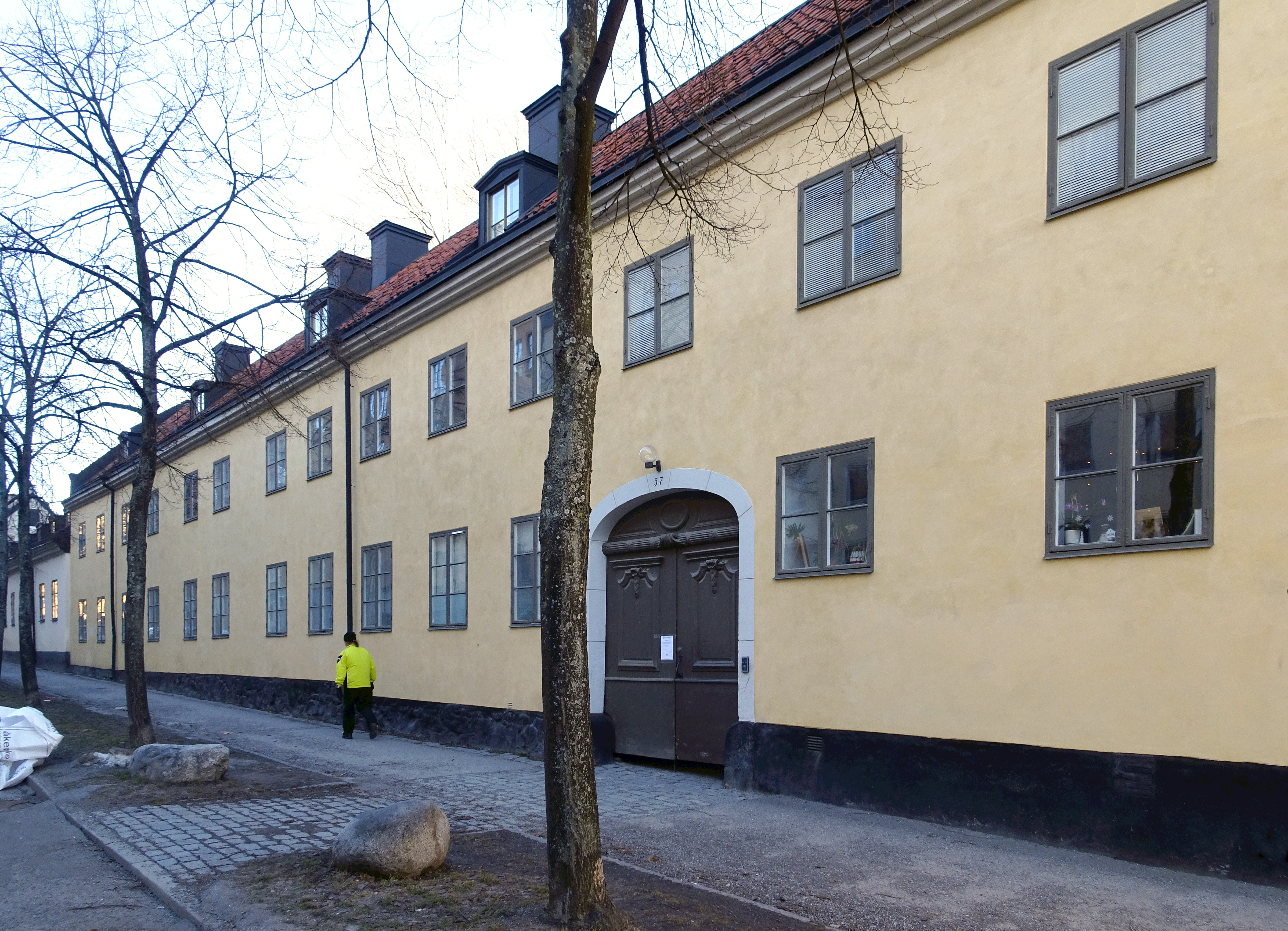
Malmgårdsvägen 57E–A
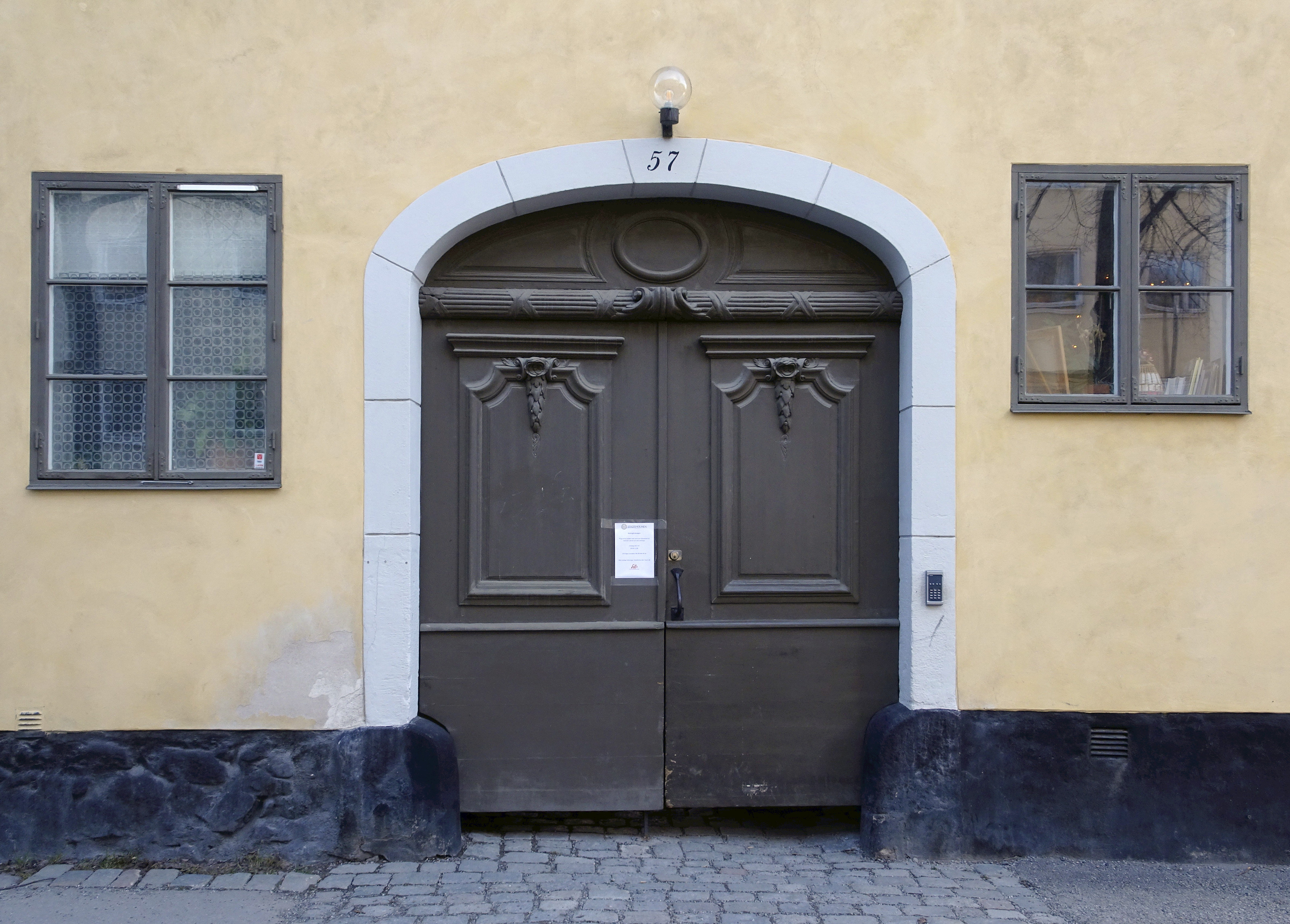
Malmgårdsvägen 57, portal
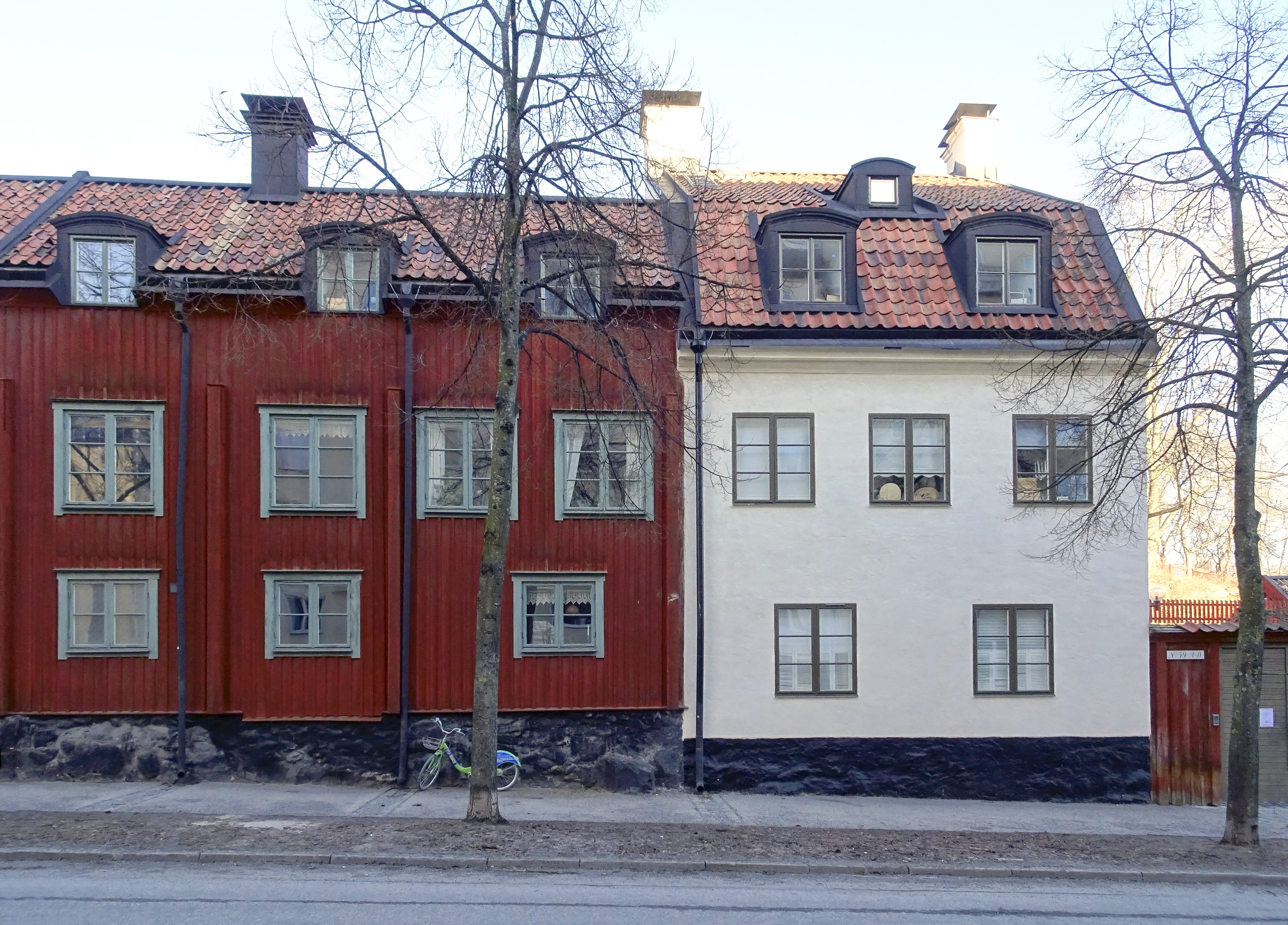
Malmgårdsvägen 59B och 59A
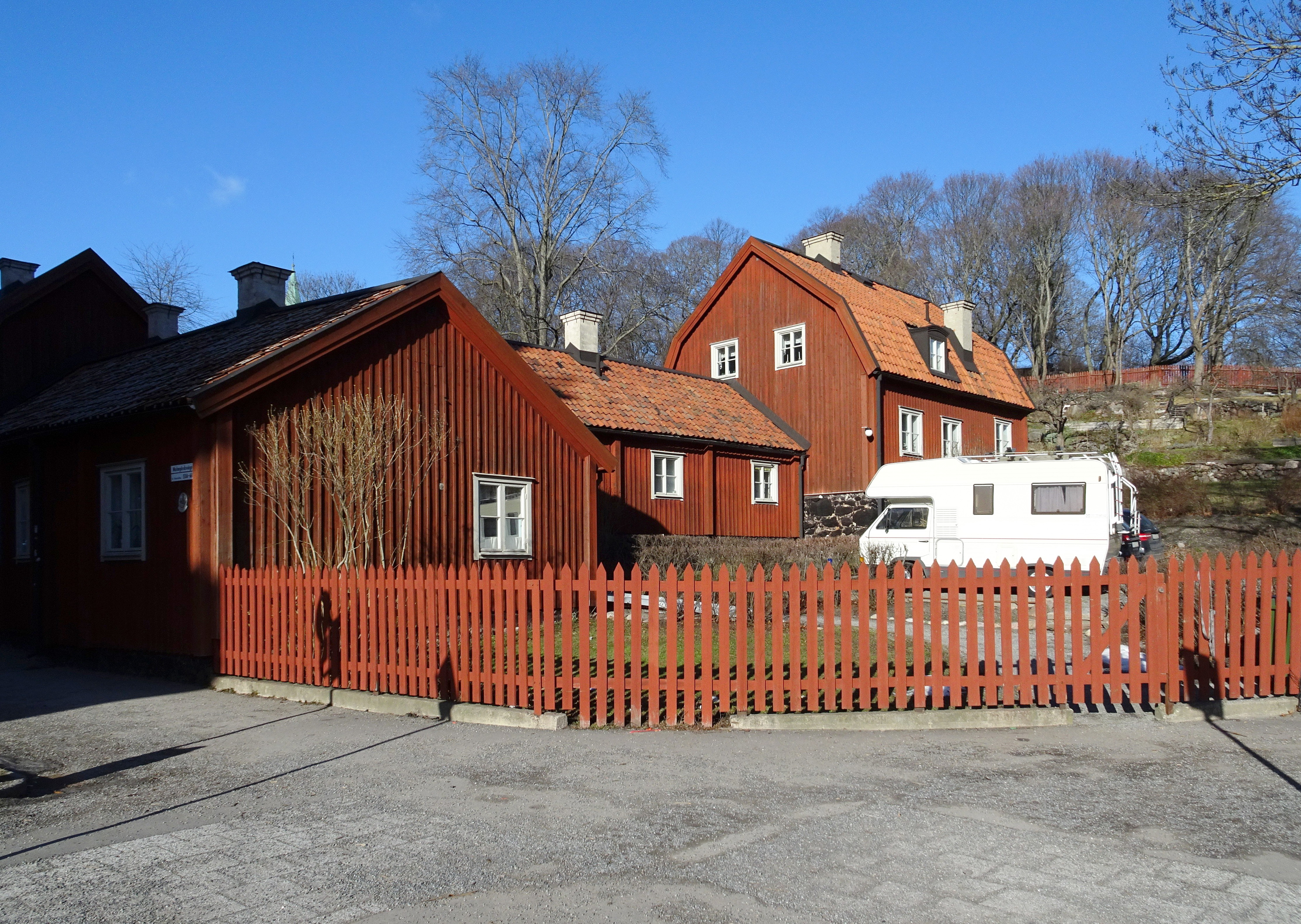
Hörnet Malmgårdsvägen - Ljusterögatan
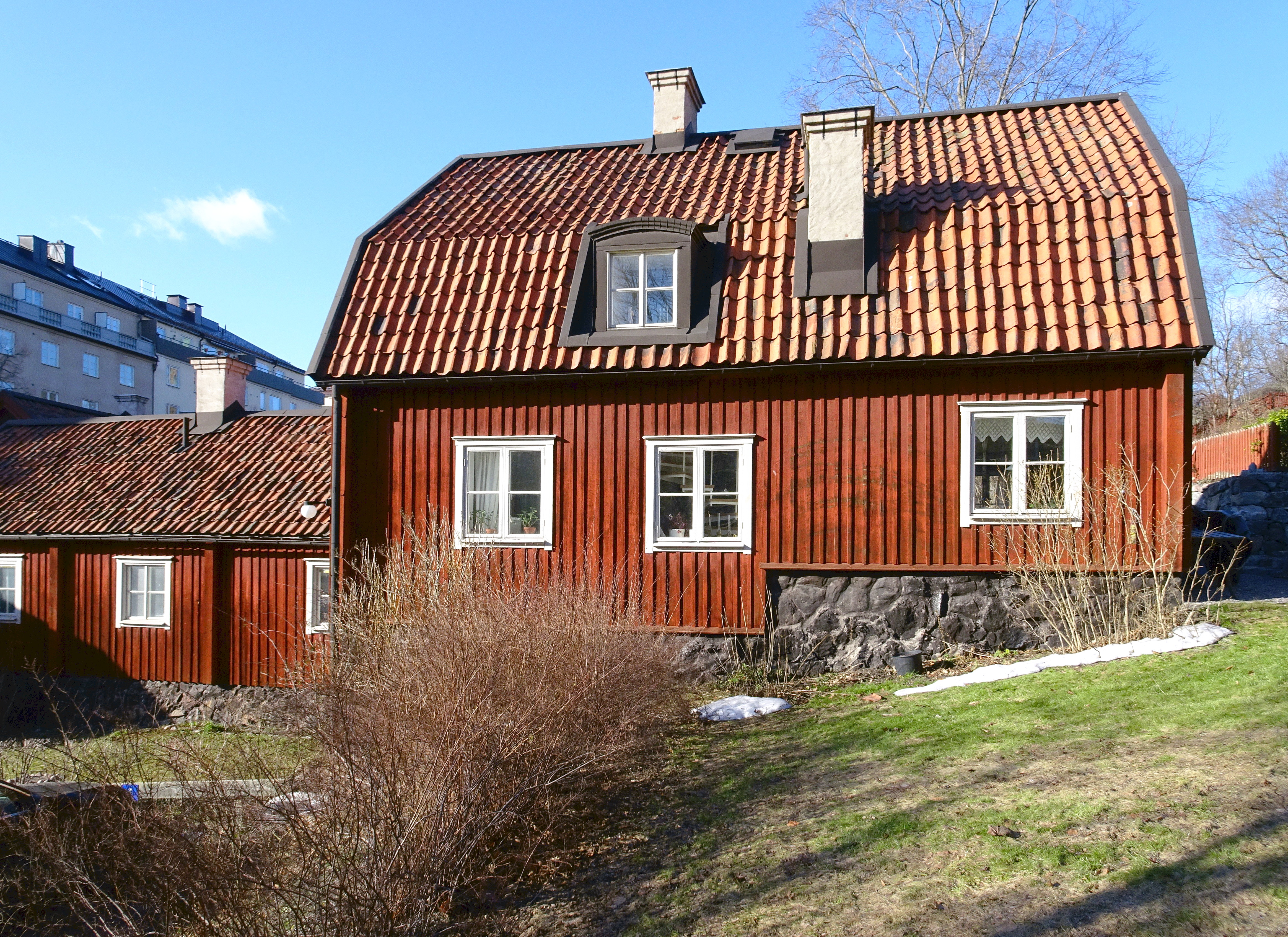
Malmgårdsvägen 61A

Nutida bilder (mot gården)
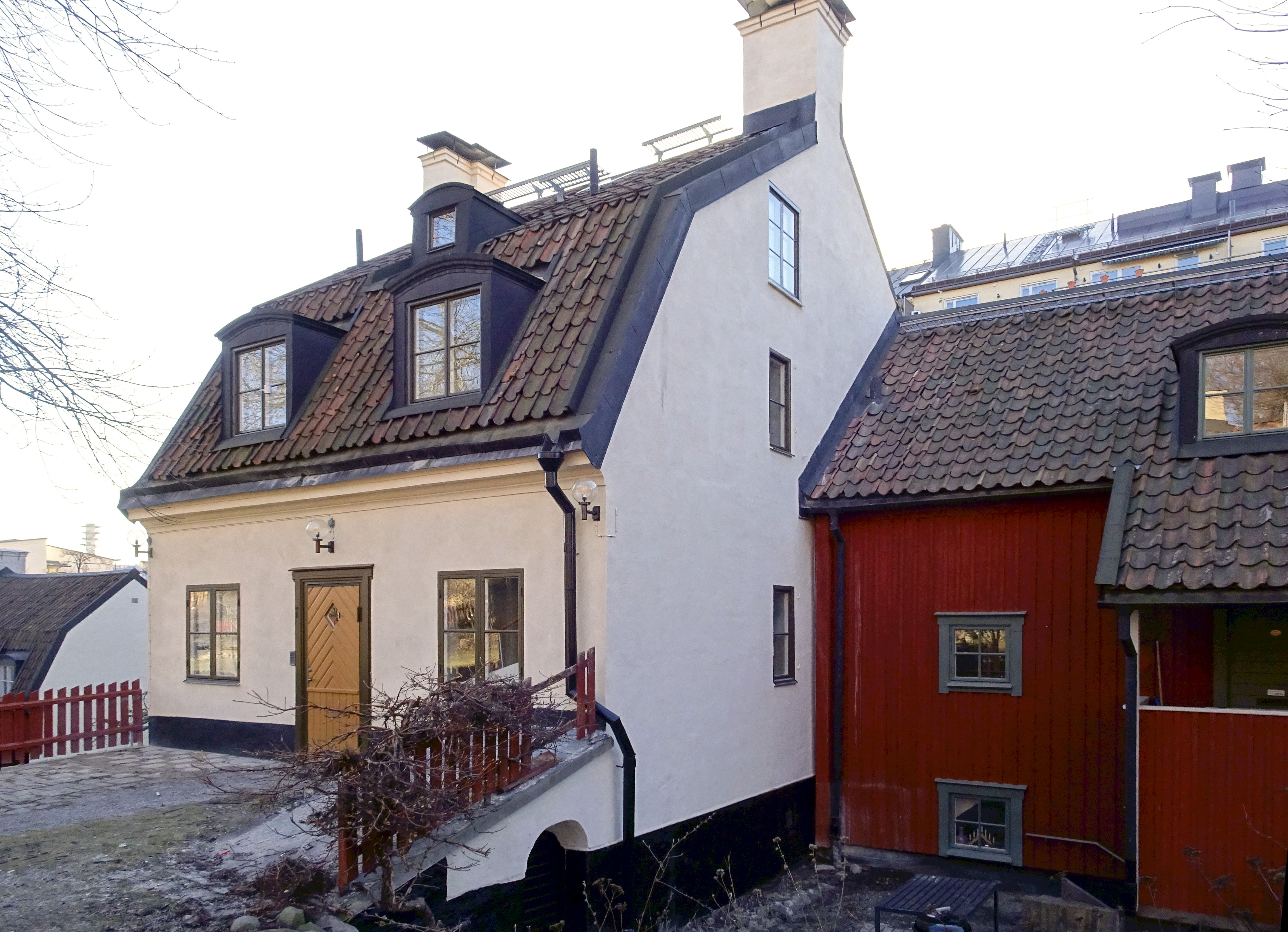
Malmgårdsvägen 59A (stenhuset)
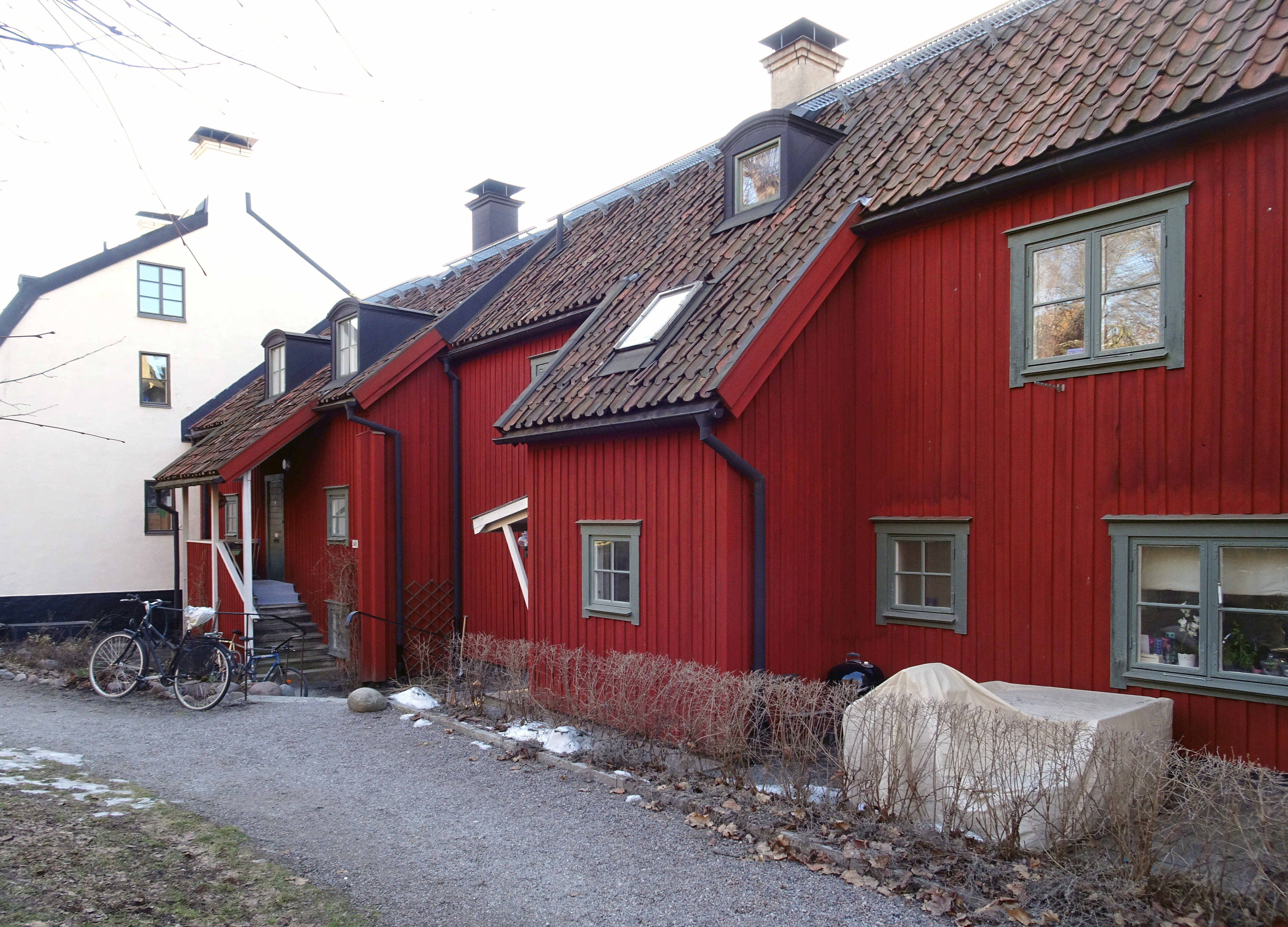
Malmgårdsvägen 59C och 55B
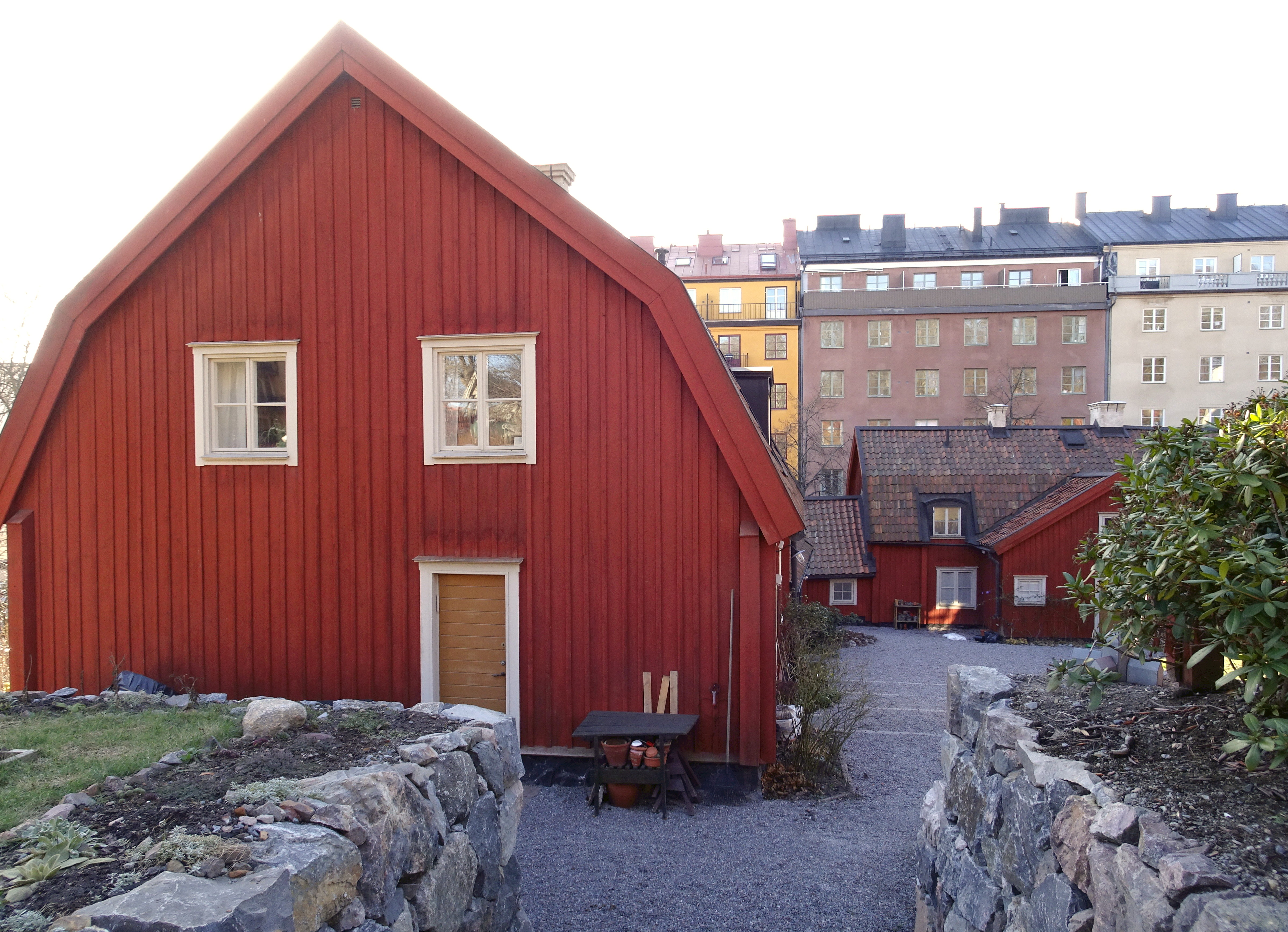
Malmgårdsvägen 61A och 61D rakt fram
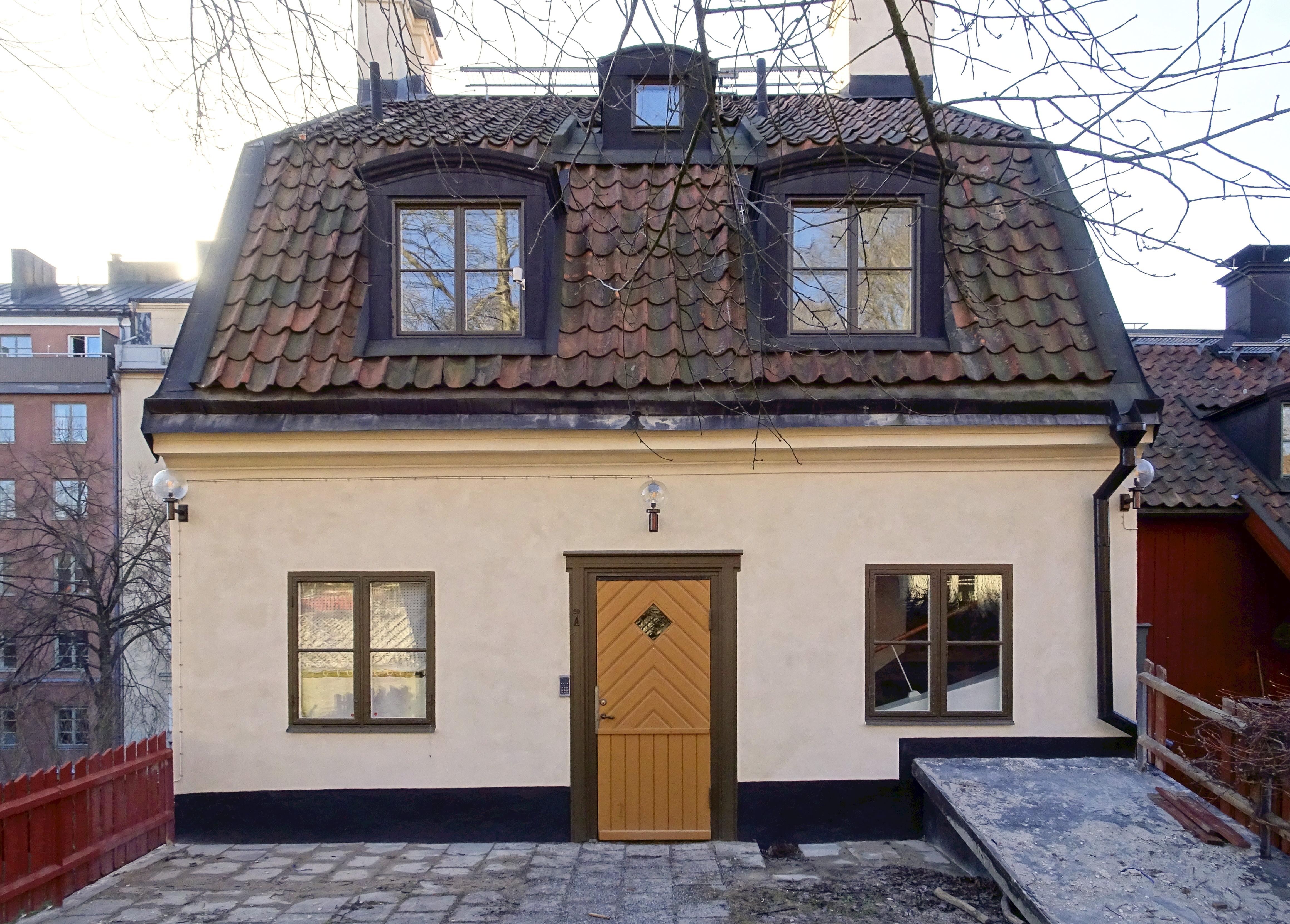
Malmgårdsvägen 59A
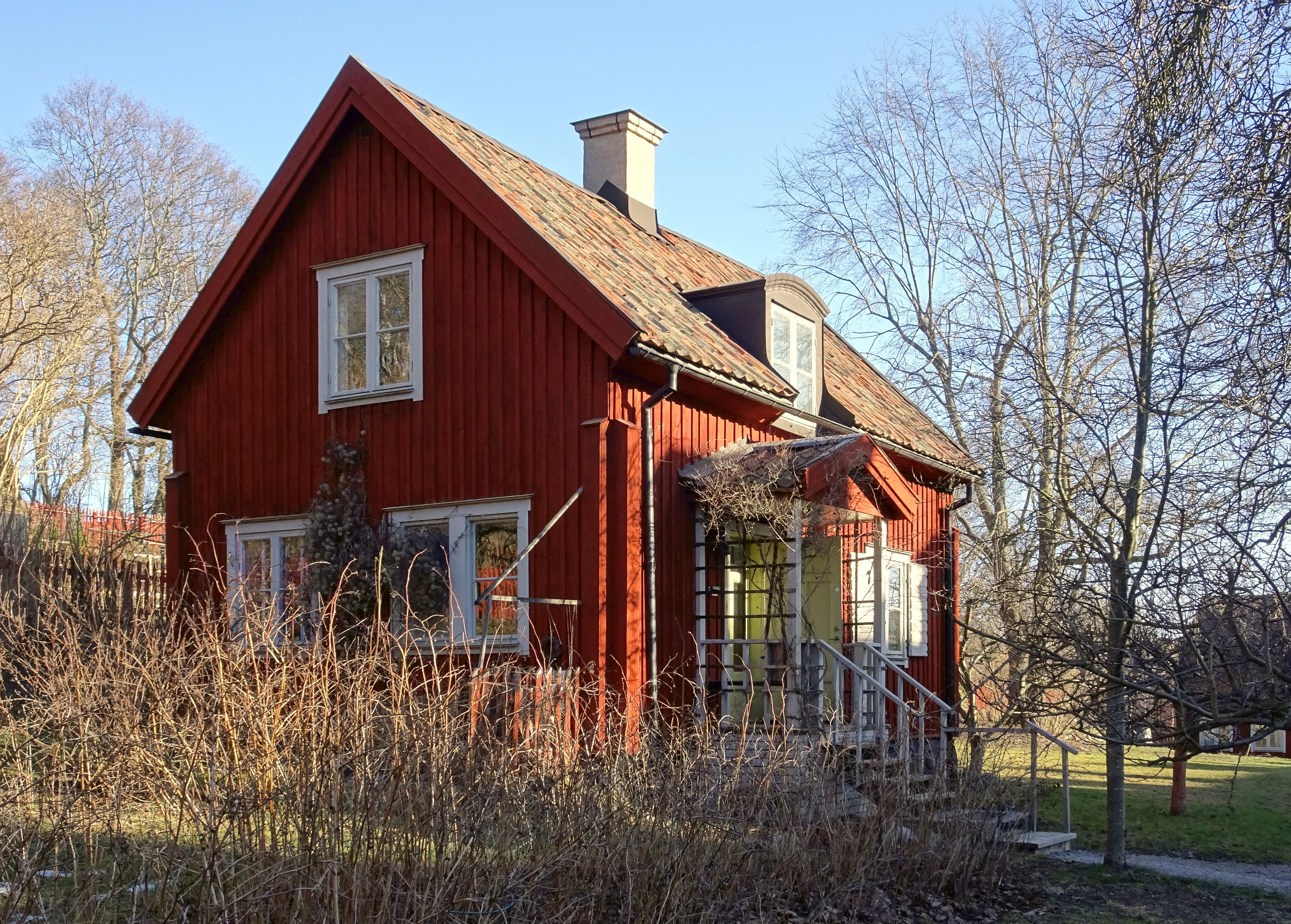
Malmgårdsvägen 59D